# Wybory prezydenckie w Polsce w 2025 roku
Wybory prezydenckie w Polsce w 2025 roku – wybory prezydenckie w Polsce wyznaczone na 18 maja 2025, w wyniku których został wyłoniony siódmy prezydent III Rzeczypospolitej Polskiej, którym został Karol Nawrocki.

## Tło

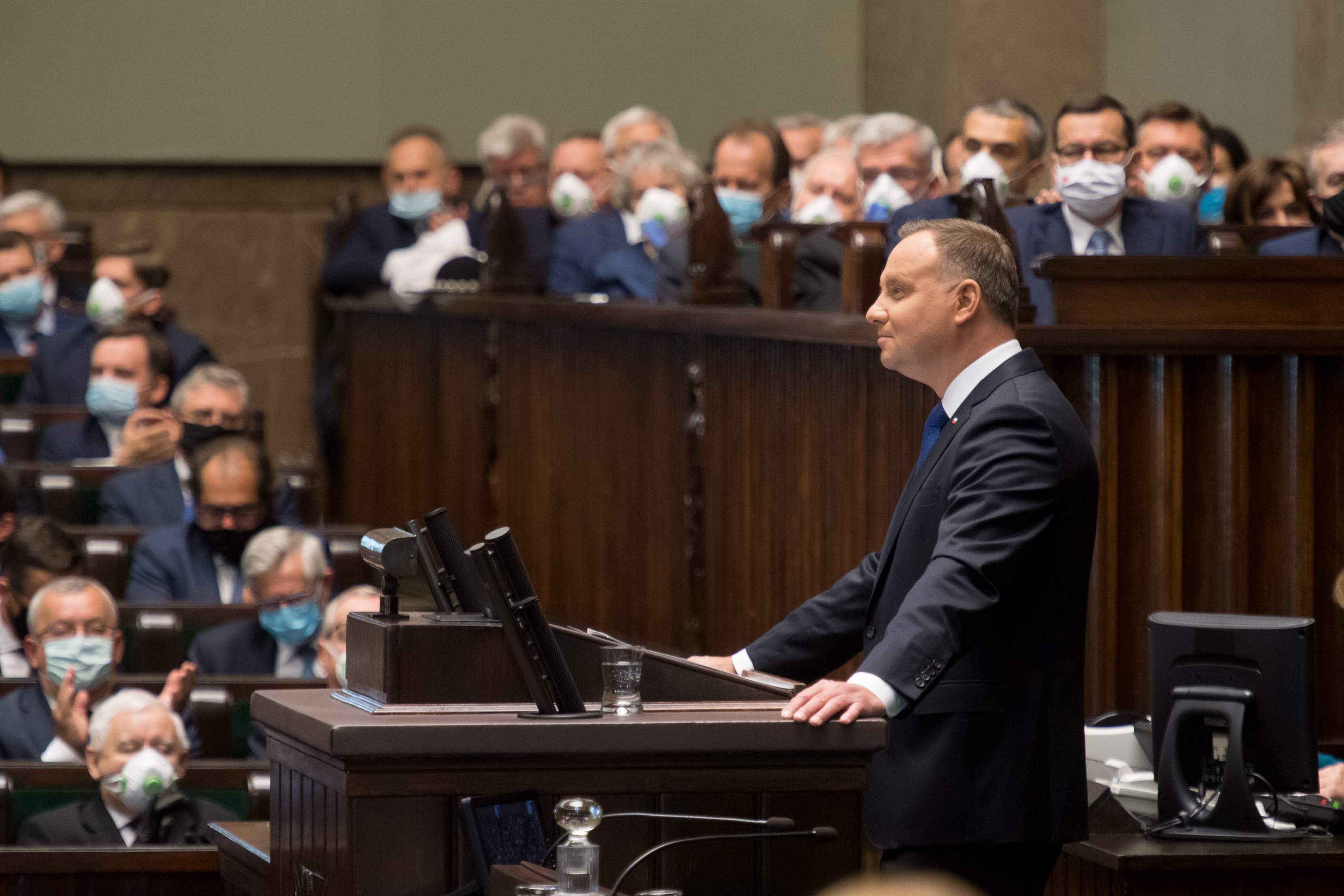
Zaprzysiężenie prezydenta Andrzeja Dudy, 6 sierpnia 2020

12 lipca 2020 odbyła się druga tura wyborów prezydenckich, w których zwyciężył urzędujący prezydent Andrzej Duda, dawny członek Prawa i Sprawiedliwości. Pokonał on prezydenta Warszawy, Rafała Trzaskowskiego z Platformy Obywatelskiej, zdobywając 51,03% głosów, przy frekwencji wynoszącej 68,18%. Różnica głosów między kandydatami w drugiej turze była najniższa w historii bezpośrednich wyborów prezydenckich w Polsce.

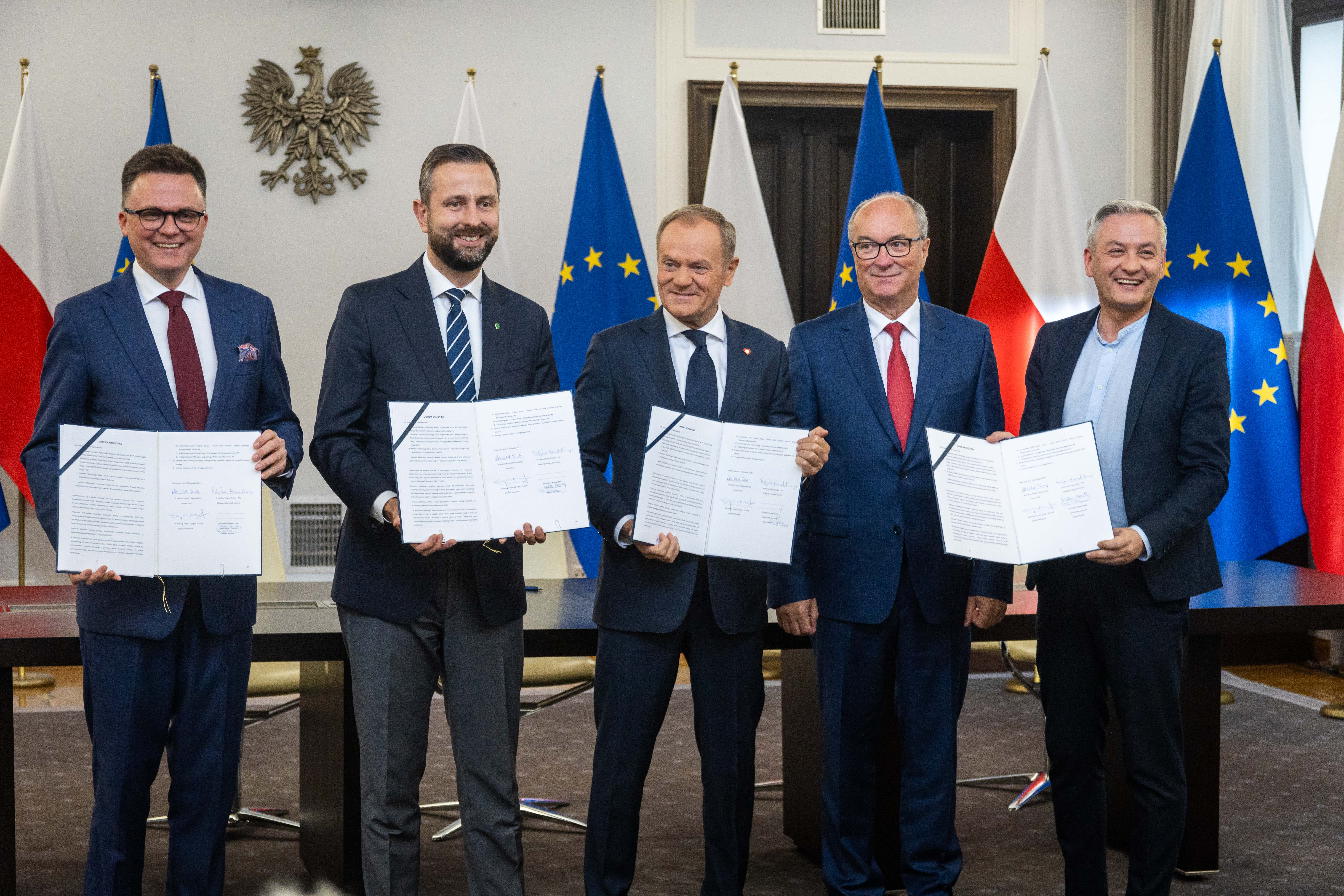
Liderzy opozycji przedstawią swoją umowę koalicyjną, 10 listopada 2023

W wyborach parlamentarnych w 2023 odnotowano znaczny wzrost frekwencji, która wyniosła 74% uprawnionych do głosowania w porównaniu z 61% w wyborach w 2019. Był to najwyższy wskaźnik odnotowany w jakichkolwiek wyborach ogólnokrajowych w III Rzeczypospolitej. Najlepszy wynik ponownie osiągnęła koalicja Zjednoczonej Prawicy startująca jako komitet wyborczy PiS. Był on jednak słabszy niż 4 lata wcześniej, w wyniku czego formacja straciła większość w Sejmie. Koalicję większościową zawarły bloki będące dotychczas w opozycji – Koalicja Obywatelska (skupiona wokół PO), Trzecia Droga (koalicja Polski 2050 i Polskiego Stronnictwa Ludowego) i Lewica (skupiona wokół Nowej Lewicy). Premierem został przewodniczący PO Donald Tusk. W opozycji parlamentarnej znalazły się ZP (klub parlamentarny PiS), Konfederacja Wolność i Niepodległość oraz Kukiz’15 (którego posłowie zostali wybrani z list PiS, jednak powołali własne koło poselskie, w 2024 przekształcone w koło Wolni Republikanie). W 2024 do opozycji przeszła także Partia Razem, która (po rozłamie w swoich szeregach) wystąpiła z klubu Lewicy, powołując własne koło poselskie. W 2025 doszło do rozłamu w Konfederacji WiN, z której klubu wystąpili posłowie Konfederacji Korony Polskiej.

## Ogłoszony termin przeprowadzenia wyborów
Zgodnie z art. 128 Konstytucji Rzeczypospolitej Polskiej, wybory prezydenckie muszą odbyć się w dzień wolny od pracy przypadający między 75. a 100. dniem przed końcem kadencji urzędującego prezydenta (chyba że zostanie wprowadzony stan wojenny, wyjątkowy albo klęski żywiołowej, odpowiednio przedłużający kadencję). Ponieważ druga kadencja prezydenta RP Andrzeja Dudy zakończy się 6 sierpnia 2025, I tura mogła zostać zarządzona na dzień wolny od pracy między 28 kwietnia a 23 maja 2025. Z powodu trwającego od września do października 2024 na terenie części kraju stanu klęski żywiołowej, wybory mogły zostać zarządzone najwcześniej 15 stycznia. Marszałek Sejmu Szymon Hołownia 15 stycznia 2025 zarządził wybory na 18 maja 2025.

## Kalendarz wyborczy
Ogłaszając termin wyborów, zgodnie z art. 289 Kodeksu wyborczego, marszałek Sejmu określa dni, w których upływają terminy wykonania czynności wyborczych przewidzianych w ustawie (kalendarz wyborczy). Postanowieniem Marszałka Sejmu Rzeczypospolitej Polskiej z dnia 15 stycznia 2025 o zarządzeniu wyborów Prezydenta Rzeczypospolitej Polskiej ustalony został następujący kalendarz wyborczy:
| Termin                                       | Opis |
| -------------------------------------------- | --- |
| do 24 marca 2025                             | - zawiadamianie Państwowej Komisji Wyborczej o utworzeniu komitetów wyborczych kandydatów na Prezydenta Rzeczypospolitej Polskiej |
| do 31 marca 2025                             | - powołanie okręgowych komisji wyborczych |
| do 4 kwietnia 2025 (godz. 16:00)             | - zgłaszanie do Państwowej Komisji Wyborczej kandydatów na Prezydenta Rzeczypospolitej Polskiej |
| od 4 kwietnia 2025 do 15 maja 2025           | - składanie przez wyborców wniosków o: - wydanie zaświadczenia o prawie do głosowania w miejscu pobytu w dniu wyborów, - zmianę miejsca głosowania, - składanie przez żołnierzy pełniących zasadniczą służbę wojskową albo odbywających ćwiczenia wojskowe oraz policjantów z jednostek skoszarowanych, funkcjonariuszy Służby Ochrony Państwa, Straży Granicznej, Państwowej Straży Pożarnej oraz Służby Więziennej pełniących służbę w systemie skoszarowanym wniosków o zmianę miejsca głosowania                                                                  |
| do 14 kwietnia 2025                          | - utworzenie odrębnych obwodów głosowania w zakładach leczniczych, domach pomocy społecznej, zakładach karnych i aresztach śledczych oraz oddziałach zewnętrznych takich zakładów i aresztów, domach studenckich i zespołach tych domów, a także ustalenie ich numerów, granic oraz siedzib obwodowych komisji wyborczych |
| do 18 kwietnia 2025                          | - podanie do publicznej wiadomości informacji o numerach i granicach obwodów głosowania oraz o siedzibach obwodowych komisji wyborczych, w tym o lokalach przystosowanych do potrzeb osób niepełnosprawnych, a także o możliwości głosowania korespondencyjnego i głosowania przez pełnomocnika, - zgłaszanie przez kapitanów statków wniosków o utworzenie obwodów głosowania na polskich statkach morskich, - zgłaszanie kandydatów na członków obwodowych komisji wyborczych przez pełnomocników komitetów wyborczych                                              |
| do 28 kwietnia 2025                          | - podanie do wiadomości wyborców danych o kandydatach na Prezydenta Rzeczypospolitej Polskiej, - powołanie obwodowych komisji wyborczych, - podanie do publicznej wiadomości informacji o numerach i granicach obwodów głosowania utworzonych za granicą oraz o siedzibach obwodowych komisji wyborczych |
| od 3 maja 2025 do 16 maja 2025 (godz. 24:00) | - nieodpłatne rozpowszechnianie w programach publicznych nadawców radiowych i telewizyjnych audycji wyborczych przygotowanych przez komitety wyborcze |
| do 5 maja 2025                               | - zgłaszanie zamiaru głosowania korespondencyjnego przez wyborców niepełnosprawnych, w tym za pomocą nakładek na karty do głosowania sporządzonych w alfabecie Braille’a, oraz przez wyborców, którzy najpóźniej w dniu głosowania kończą 60 lat, - zgłaszanie zamiaru skorzystania z prawa do bezpłatnego transportu do lokalu wyborczego lub bezpłatnego transportu powrotnego przez wyborców niepełnosprawnych oraz przez wyborców, którzy najpóźniej w dniu głosowania kończą 60 lat, w gminie, w której w dniu wyborów nie funkcjonuje gminny przewóz pasażerski |
| do 8 maja 2025                               | - podanie do publicznej wiadomości informacji o organizacji w gminach wiejskich lub miejsko-wiejskich bezpłatnego gminnego przewozu pasażerskiego w dniu wyborów, o którym mowa w art. 37f § 1 Kodeksu wyborczego |
| do 9 maja 2025                               | - składanie wniosków o sporządzenie aktu pełnomocnictwa do głosowania przez wyborców niepełnosprawnych oraz przez wyborców, którzy najpóźniej w dniu głosowania kończą 60 lat |
| do 13 maja 2025                              | - składanie przez wyborców przebywających za granicą wniosków o ujęcie ich w spisie wyborców w obwodach głosowania utworzonych za granicą, - składanie przez wyborców przebywających na polskich statkach morskich wniosków o ujęcie ich w spisach wyborców w obwodach głosowania utworzonych na tych statkach |
| do 15 maja 2025                              | - poinformowanie wyborców niepełnosprawnych oraz wyborców, którzy najpóźniej w dniu głosowania kończą 60 lat, którzy zgłosili zamiar skorzystania z prawa transportu do lokalu wyborczego, o godzinie transportu w dniu głosowania |
| 16 maja 2025 (godz. 24:00)                   | - zakończenie kampanii wyborczej |
| 18 maja 2025 (godz. 7:00–21:00)              | - głosowanie |

## Kandydaci na Prezydenta Rzeczypospolitej

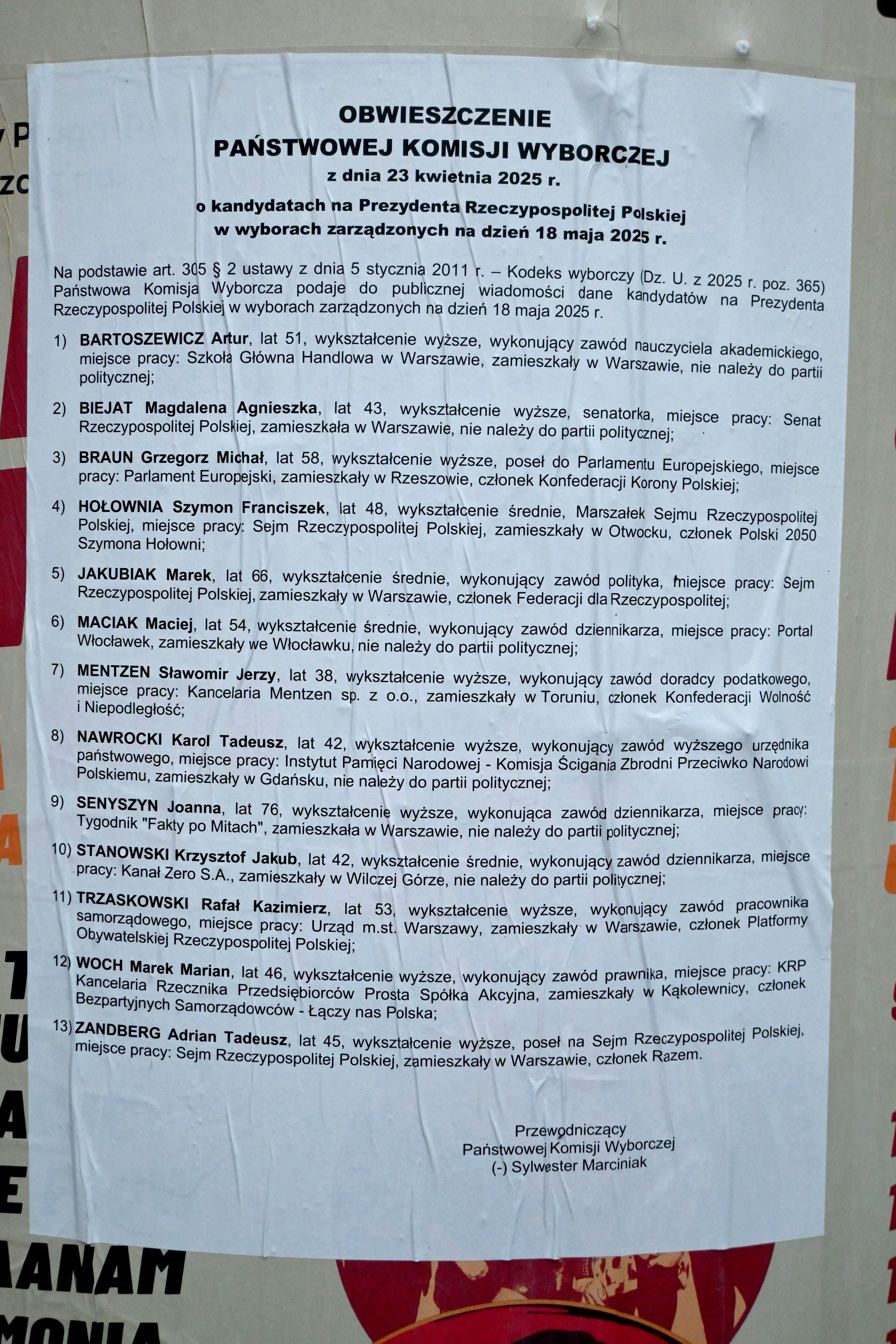
Obwieszczenie PKW z dnia 23 kwietnia 2025 r. o kandydatach na Prezydenta Rzeczypospolitej Polskiej w wyborach zarządzonych na dzień 18 maja 2025 r. na słupie reklamowym przed ratuszem dzielnicy Praga-Północ w Warszawie

Zgodnie z artykułem 296 ustawy z 5 stycznia 2011 roku – Kodeks wyborczy, kandydatem na prezydenta Rzeczypospolitej może być osoba zgłoszona przez co najmniej 100 tysięcy obywateli, mających prawo wybierania do Sejmu. Zgłoszenia takiego dokonuje formalnie popierający go komitet wyborczy, który powstaje po pisemnym wyrażeniu zgody przez zainteresowanego. Komitet wyborczy może utworzyć minimum 15 osób. Po zebraniu co najmniej tysiąca podpisów popierających obywateli komitet wyborczy może zostać zgłoszony Państwowej Komisji Wyborczej do zarejestrowania.

### Komitety wyborcze
Pierwszym etapem przy zgłaszaniu kandydatów na prezydenta jest utworzenie i zarejestrowanie komitetów wyborczych poszczególnych kandydatów. Kandydaci mieli czas na złożenie zawiadomień o utworzeniu komitetu wyborczego do 24 marca 2025. W wymaganym terminie do Państwowej Komisji Wyborczej wpłynęły zawiadomienia o utworzeniu 53 komitetów wyborczych. Państwowa Komisja Wyborcza przyjęła 44 z tych zawiadomień, pozostałe 9 zaś odrzuciła:
| L.p. | Imię i nazwisko             | Opis | Przyjęcie zawiadomienia |
| ---- | --------------------------- | --- | ----------------------- |
| 1.   | Artur Bartoszewicz          | Ekonomista, ekspert w zakresie polityki publicznej, lider ruchu 777                                                                  | T                       |
| 2.   | Magdalena Biejat            | Wicemarszałek Senatu z Koalicyjnego Klubu Parlamentarnego Lewicy                                                                     | T                       |
| 3.   | Grzegorz Braun              | Eurodeputowany i prezes Konfederacji Korony Polskiej                                                                                 | T                       |
| 4.   | Marcin Bugajski             | Politolog, karateka, działacz antysystemowy                                                                                          | T                       |
| 5.   | Zbigniew Burzyński          | Inżynier mechanik, działacz narodowo-konserwatywny                                                                                   | N                       |
| 6.   | Kamil Całek                 | Prawnik, prezes Środkowoeuropejskiego Centrum Analiz Strategicznych                                                                  | T                       |
| 7.   | Katarzyna Cichos            | Prawnik, liderka ruchu Platforma Rozwoju Polski, była radna Siemianowic Śląskich                                                     | T                       |
| 8.   | Jolanta Duda                | Finansistka, działaczka stowarzyszenia Światowy Kongres Polaków                                                                      | T                       |
| 9.   | Sławomir Grzywa             | Prezes nieprawomocnie wyrejestrowanej partii Niezłomni                                                                               | N                       |
| 10.  | Szymon Hołownia             | Marszałek Sejmu z klubu parlamentarnego Polska 2050 – Trzecia Droga, przewodniczący Polski 2050 Szymona Hołowni                      | T                       |
| 11.  | Dawid Jackiewicz            | Przedsiębiorca, lider ruchu Ambitna Polska, były minister                                                                            | T                       |
| 12.  | Roman Jackowski             | Organizator rajdów motocyklowych | T                       |
| 13.  | Marek Jakubiak              | Przewodniczący koła poselskiego Wolni Republikanie, sekretarz generalny Kukiz15 i prezes Federacji dla Rzeczypospolitej              | T                       |
| 14.  | Dominika Jasińska           | Trenerka porozumienia bez przemocy                                                                                                   | T                       |
| 15.  | Andrzej Kasela              | Przedsiębiorca, działacz ludowo-narodowy                                                                                             | T                       |
| 16.  | Krzysztof Kaszewiak         | Przedsiębiorca, działacz nacjonalistyczny                                                                                            | N                       |
| 17.  | Grzegorz Kołek              | Działacz Nowej Lewicy | T                       |
| 18.  | Jan Kubań                   | Prezes Polsko-Amerykańskiej Fundacji Edukacji i Rozwoju Ekonomicznego                                                                | T                       |
| 19.  | Piotr Lechowicz             | Działacz Ruchu Narodowego | T                       |
| 20.  | Maria Leśniak-Wojciechowska | Przedsiębiorca, rolnik, działaczka nacjonalistyczna                                                                                  | N                       |
| 21.  | Wiesław Lewicki             | Prezes Normalnego Kraju, Wolnej Europy i Normalnej Polski                                                                            | T                       |
| 22.  | Zbigniew Litke              | Przewodniczący Zdrowej Polski, były radny Rudy Śląskiej                                                                              | T                       |
| 23.  | Katarzyna Łysik             | Rolnik | T                       |
| 24.  | Maciej Maciak               | Dziennikarz, lider Ruchu Dobrobytu i Pokoju                                                                                          | T                       |
| 25.  | Eugeniusz Maciejewski       | Prezes Piasta – Jedności Myśli Europejskich Narodów i Świata                                                                         | T                       |
| 26.  | Sławomir Mentzen            | Poseł Konfederacji Wolność i Niepodległość, prezes Nowej Nadziei                                                                     | T                       |
| 27   | Adam Nawara                 | Działacz Polski Liberalnej Strajku Przedsiębiorców                                                                                   | T                       |
| 28.  | Karol Nawrocki              | Prezes Instytutu Pamięci Narodowej, współpracujący z Prawem i Sprawiedliwością, były przewodniczący rady dzielnicy Siedlce w Gdańsku | T                       |
| 29.  | Grzegorz Niedźwiecki        | Prezes stowarzyszenia Demokracja i Sprawiedliwość, były radny Jeleniej Góry                                                          | N                       |
| 30.  | Wojciech Papis              | Sekretarz Bezpartyjnych, prezes stowarzyszenia Obywatele i Sprawiedliwość                                                            | T                       |
| 31.  | Jakub Perkowski             | Ekonomista, działacz nacjonalistyczny                                                                                                | T                       |
| 32.  | Marta Ratuszyńska           | Prezes Dobrego Radomia | T                       |
| 33.  | Sebastian Ross              | Przedsiębiorca, antysystemowy działacz konserwatywno-liberalny                                                                       | T                       |
| 34.  | Włodzimierz Rynkowski       | Przewodniczący Związku Słowiańskiego                                                                                                 | T                       |
| 35.  | Krzysztof Samberger         | Ekonomista, prezes spółki FWV Polska                                                                                                 | N                       |
| 36.  | Eugeniusz Sendecki          | Lekarz, youtuber, działacz nacjonalistyczny                                                                                          | N                       |
| 37.  | Joanna Senyszyn             | Działaczka Stowarzyszenia Lewicy Demokratycznej, była posłanka i eurodeputowana                                                      | T                       |
| 38.  | Krzysztof Sitko             | Redaktor naczelny portalu Pressmania, związany z Alternatywą Społeczną                                                               | T                       |
| 39.  | Aldona Skirgiełło           | Działaczka Samoobrony | T                       |
| 40.  | Krzysztof Stanowski         | Przedsiębiorca, dziennikarz, youtuber                                                                                                | T                       |
| 41.  | Romuald Starosielec         | Prezes Ruchu Naprawy Polski | T                       |
| 42.  | Dariusz Staszczak           | Ekonomista, profesor KUL | N                       |
| 43.  | Artur Szostak               | Prawnik, przedsiębiorca | N                       |
| 44.  | Piotr Szumlewicz            | Dziennikarz, przewodniczący związku zawodowego Związkowa Alternatywa                                                                 | T                       |
| 45.  | Robert Śledź                | Prezes Polskiego Interesu Narodowego                                                                                                 | T                       |
| 46.  | Paweł Tanajno               | Przewodniczący Polski Liberalnej Strajku Przedsiębiorców                                                                             | T                       |
| 47.  | Krzysztof Tołwiński         | Przewodniczący Frontu, były wiceminister i poseł                                                                                     | T                       |
| 48.  | Rafał Trzaskowski           | Prezydent Warszawy i wiceprzewodniczący Platformy Obywatelskiej, były minister                                                       | T                       |
| 49.  | Robert Więcko               | Zarządca parku rozrywki w Dorożkach, lider komitetu Obywatele dla Obywateli                                                          | T                       |
| 50.  | Marek Woch                  | Działacz Bezpartyjnych Samorządowców – Łączy nas Polska, przewodniczący związku stowarzyszeń OF „BiS”, były zastępca RMŚP            | T                       |
| 51.  | Adrian Zandberg             | Poseł i współprzewodniczący Partii Razem                                                                                             | T                       |
| 52.  | Tomasz Ziółkowski           | Ontolog, lider komitetu Kontrola Publiczna                                                                                           | T                       |
| 53.  | Stanisław Żółtek            | Prezes Kongresu Nowej Prawicy i PolExit-u, były eurodeputowany                                                                       | T                       |

### Kandydaci
Kolejnym etapem jest zarejestrowanie kandydatów na Prezydenta Rzeczypospolitej Polskiej, czego dokonuje Państwowa Komisja Wyborcza wobec komitetów, które do 4 kwietnia 2025 dostarczą podpisy 100 000 obywateli popierających daną kandydaturę. Zarejestrowano 13 kandydatów na prezydenta:
| Oficjalni kandydaci | Oficjalni kandydaci         | Oficjalni kandydaci              | Oficjalni kandydaci            | Oficjalni kandydaci    | Oficjalni kandydaci                                 | Oficjalni kandydaci                                              | Oficjalni kandydaci | Oficjalni kandydaci                                         | Oficjalni kandydaci     |
| Zdjęcie             | Imiona i nazwisko           | Data i miejsce urodzenia         | Wykształcenie                  | Przynależność partyjna | Przynależność partyjna                              | Partie polityczne udzielające poparcia (łącznie z macierzystymi) | Partie polityczne udzielające poparcia (łącznie z macierzystymi) | Hasła wyborcze                                              | Logo kampanii wyborczej |
| ------------------- | --------------------------- | -------------------------------- | ------------------------------ | ---------------------- | --------------------------------------------------- | ---------------------------------------------------------------- | --- | ----------------------------------------------------------- | ----------------------- |
|                     | Artur Bartoszewicz          | 18 stycznia 1974 (51) Suwałki    | wyższe ekonomiczne (dr)        |                        | bezpartyjny                                         |                                                                  | - Społeczny Interes | Zdrowy rozsądek na chore czasy                              |                         |
|                     | Magdalena Agnieszka Biejat  | 11 stycznia 1982 (43) Warszawa   | wyższe socjologiczne (mgr)     |                        | bezpartyjna                                         |                                                                  | - Nowa Lewica - Polska Partia Socjalistyczna - Unia Pracy | Łączy nas więcej                                            |                         |
|                     | Grzegorz Michał Braun       | 11 marca 1967 (58) Toruń         | wyższe polonistyczne (mgr)     |                        | Konfederacja Korony Polskiej                        |                                                                  | - Konfederacja Korony Polskiej - Ruch Prawdziwa Europa – Europa Christi - Konfederacja Odnowy Rzeczypospolitej Wolność i Niepodległość - Kongres Nowej Prawicy - PolExit - Narodowe Odrodzenie Polski - Samoobrona Odrodzenie | Tu jest Polska                                              |                         |
|                     | Szymon Franciszek Hołownia  | 3 września 1976 (48) Białystok   | średnie                        |                        | Polska 2050 Szymona Hołowni                         |                                                                  | - Polska 2050 Szymona Hołowni - Polskie Stronnictwo Ludowe - Centrum dla Polski | To ludzie są najważniejsi; Prezydent pokoju                 |                         |
|                     | Marek Jakubiak              | 30 kwietnia 1959 (66) Warszawa   | średnie                        |                        | Kukiz15, Federacja dla Rzeczypospolitej             |                                                                  | - Kukiz15 - Federacja dla Rzeczypospolitej - Wolność i Dobrobyt | Jeszcze Polska nie zginęła, kiedy my żyjemy                 |                         |
|                     | Maciej Maciak               | 19 czerwca 1970 (54) Włocławek   | średnie                        |                        | bezpartyjny                                         |                                                                  | | Prezydent, którego potrzebujemy                             |                         |
|                     | Sławomir Jerzy Mentzen      | 20 listopada 1986 (38) Toruń     | wyższe ekonomiczne (dr)        |                        | Konfederacja Wolność i Niepodległość, Nowa Nadzieja |                                                                  | - Konfederacja Wolność i Niepodległość - Nowa Nadzieja - Ruch Narodowy - Partia Konserwatywna | Silna, bogata Polska; Niemożliwe nie istnieje               |                         |
|                     | Karol Tadeusz Nawrocki      | 3 marca 1983 (42) Gdańsk         | wyższe humanistyczne (dr)      |                        | bezpartyjny                                         |                                                                  | - Prawo i Sprawiedliwość - Zjednoczeni Ponad Podziałami - Samoobrona Rzeczpospolitej Polskiej | Dobre życie Polaków; Po pierwsze Polska, po pierwsze Polacy |                         |
|                     | Joanna Senyszyn             | 1 lutego 1949 (76) Gdynia        | wyższe ekonomiczne (prof.)     |                        | bezpartyjna                                         |                                                                  | - Bezpartyjni | Kochani, niech moc będzie z Wami!                           |                         |
|                     | Krzysztof Jakub Stanowski   | 21 lipca 1982 (42) Warszawa      | średnie                        |                        | bezpartyjny                                         |                                                                  | | Vamos Polska!; Zero konkretów                               |                         |
|                     | Rafał Kazimierz Trzaskowski | 17 stycznia 1972 (53) Warszawa   | wyższe internacjologiczne (dr) |                        | Platforma Obywatelska Rzeczypospolitej Polskiej     |                                                                  | - Platforma Obywatelska Rzeczypospolitej Polskiej - Nowoczesna - Inicjatywa Polska - Zieloni - Stronnictwo Demokratyczne - Socjaldemokracja Polska - Unia Europejskich Demokratów                                             | Cała Polska naprzód!; Wygra cała Polska!                    |                         |
|                     | Marek Marian Woch           | 17 grudnia 1978 (46) Kąkolewnica | wyższe prawnicze (dr)          |                        | Bezpartyjni Samorządowcy – Łączy nas Polska         |                                                                  | - Bezpartyjni Samorządowcy – Łączy nas Polska - Stronnictwo Pracy - Alternatywa Społeczna - Związek Słowiański |                                                             |                         |
|                     | Adrian Tadeusz Zandberg     | 4 grudnia 1979 (45) Aalborg      | wyższe humanistyczne (dr)      |                        | Partia Razem                                        |                                                                  | - Partia Razem | Po twojej stronie                                           |                         |

## Debaty

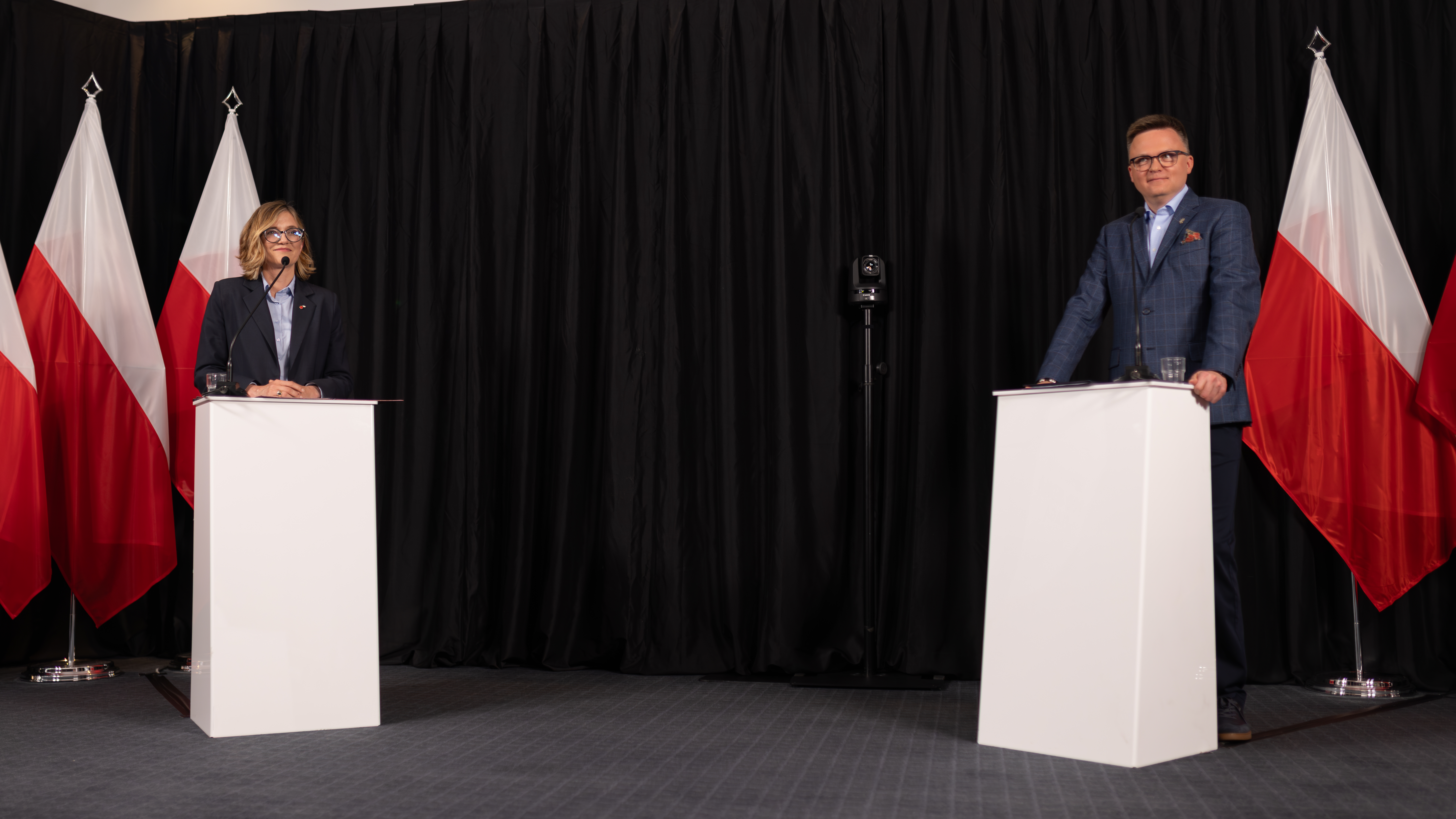
Magdalena Biejat i Szymon Hołownia podczas debaty prezydenckiej w Gdyni

### I tura
- 11 kwietnia 2025 (19:00) – debata telewizyjna organizowana przez Telewizję Republika i współorganizowana przez wPolsce24 i TV Trwam na rynku w Końskich[42]
  - Uczestnicy: Szymon Hołownia, Marek Jakubiak, Karol Nawrocki, Joanna Senyszyn, Krzysztof Stanowski.
  - Prowadzący: Katarzyna Gójska (TV Republika), Michał Adamczyk (wPolsce24), Jakub Więcław (TV Trwam)
- 11 kwietnia 2025 (20:40) – debata telewizyjna przygotowana przez TVP, TVN i Polsat (organizowana przez sztab Rafała Trzaskowskiego[43]) w hali sportowej w Końskich[44].
  - Uczestnicy: Magdalena Biejat, Szymon Hołownia, Marek Jakubiak, Maciej Maciak, Karol Nawrocki, Joanna Senyszyn, Krzysztof Stanowski, Rafał Trzaskowski.
  - Prowadzący: Joanna Dunikowska-Paź (TVP), Grzegorz Kajdanowicz (TVN), Piotr Witwicki (Polsat)
- 14 kwietnia 2025 (20:05) – debata telewizyjna organizowana przez Telewizję Republika w siedzibie stacji przy placu Bankowym 2 w Warszawie[45].
  - Uczestnicy: Artur Bartoszewicz, Grzegorz Braun, Szymon Hołownia, Marek Jakubiak, Sławomir Mentzen, Karol Nawrocki, Joanna Senyszyn, Krzysztof Stanowski, Marek Woch, Adrian Zandberg.
  - Prowadząca: Katarzyna Gójska (TV Republika)
- 28 kwietnia 2025 (18:00) – debata telewizyjna organizowana przez „Super Express”[46].
  - Uczestnicy: Artur Bartoszewicz, Magdalena Biejat, Grzegorz Braun, Szymon Hołownia, Marek Jakubiak, Maciej Maciak, Sławomir Mentzen, Karol Nawrocki, Joanna Senyszyn, Krzysztof Stanowski, Rafał Trzaskowski, Marek Woch, Adrian Zandberg.
  - Prowadzący: Jan Złotorowicz, Jacek Prusinowski (Super Express)
- 30 kwietnia 2025 (20:00) – debata Magdaleny Biejat i Szymona Hołowni (organizowana przez sztab Szymona Hołowni[47]) w hotelu Courtyard by Marriott Gdynia Waterfront w Gdyni[48].
  - Uczestnicy: Magdalena Biejat, Szymon Hołownia.
  - Prowadzący: Joanna Dzieniszewska, Łukasz Michnik
- 5 maja 2025 (20:00) – debata przedstawicieli sztabów wyborczych organizowana przez Polsat News[49].
  - Uczestnicy: Piotr Bakun (Bezpartyjni, sztab Joanny Senyszyn), Marcin Bartoszewicz (sztab Artura Bartoszewicza), Tobiasz Bocheński (PiS, sztab Karola Nawrockiego), Marta Czech (KKP, sztab Grzegorza Brauna), Paweł Frankiewicz (BS, sztab Marka Wocha), Anna Górska (Lewica, sztab Magdaleny Biejat), Wojciech Hadaj (sztab Krzysztofa Stanowskiego), Monika Rosa (Nowoczesna, sztab Rafała Trzaskowskiego), Jarosław Sachajko (Kukiz15, sztab Marka Jakubiaka), Paweł Śliz (Polska 2050, sztab Szymona Hołowni), Przemysław Wipler (Konfederacja WiN, NN, sztab Sławomira Mentzena), Marcelina Zawisza (Razem, sztab Adriana Zandberga).
  - Prowadzący: Piotr Witwicki
- 9 maja 2025 (20:10) – debata organizowana przez Telewizję Republika, współorganizowana przez wPolsce24 i TV Trwam[50].
  - Uczestnicy: Artur Bartoszewicz, Grzegorz Braun, Marek Jakubiak, Szymon Hołownia, Sławomir Mentzen, Karol Nawrocki, Joanna Senyszyn, Krzysztof Stanowski, Marek Woch, Adrian Zandberg.
  - Pytający (w 1. rundzie): Rafał Brzoska, Łukasz Jankowski, Ryszard Piotrowski
  - Prowadzący: Michał Adamczyk (wPolsce24), Katarzyna Gójska (Telewizja Republika), Piotr Krupa (TV Trwam)
- 12 maja 2025 (20:00) – debata organizowana przez Telewizję Polską, współorganizowana przez Polsat i TVN[51].
  - Uczestnicy: Artur Bartoszewicz, Magdalena Biejat, Grzegorz Braun, Szymon Hołownia, Marek Jakubiak, Maciej Maciak, Sławomir Mentzen, Karol Nawrocki, Joanna Senyszyn, Krzysztof Stanowski, Rafał Trzaskowski, Marek Woch, Adrian Zandberg.
  - Prowadzący: Dorota Wysocka-Schnepf (TVP), Radomir Wit (TVN24), Piotr Witwicki (Polsat)

### II tura
- 23 maja 2025 (20:00) – debata organizowana przez Telewizję Polską w jej siedzibie przy ul. Woronicza 17[52].
  - Uczestnicy: Karol Nawrocki, Rafał Trzaskowski.
  - Prowadzący: Jacek Prusinowski (Radio Plus, „Super Express”)
- 28 maja 2025 (20:12) – debata organizowana przez Telewizję Republika, współorganizowana przez wPolsce24 i TV Trwam na rynku w Końskich[53].
  - Uczestnicy: Karol Nawrocki.
  - Prowadzący: Michał Adamczyk (wPolsce24), Katarzyna Gójska (Telewizja Republika), Piotr Krupa (TV Trwam)

## Frekwencja

### I tura[54]
- Do godz. 12:00 – 20,28%
- Do godz. 17:00 – 50,69%
- Ostateczna – 67,31%
- Najwyższa – Krynica Morska (83,51%)
- Najniższa – gmina Zębowice (41,61%)

### II tura[55]
- Do godz. 12:00 – 24,83%
- Do godz. 17:00 – 54,91%
- Ostateczna – 71,63%
- Najwyższa – Krynica Morska (88,38%)
- Najniższa – gmina Lasowice Wielkie (47,67%)

## Pierwsze głosowanie (I tura)

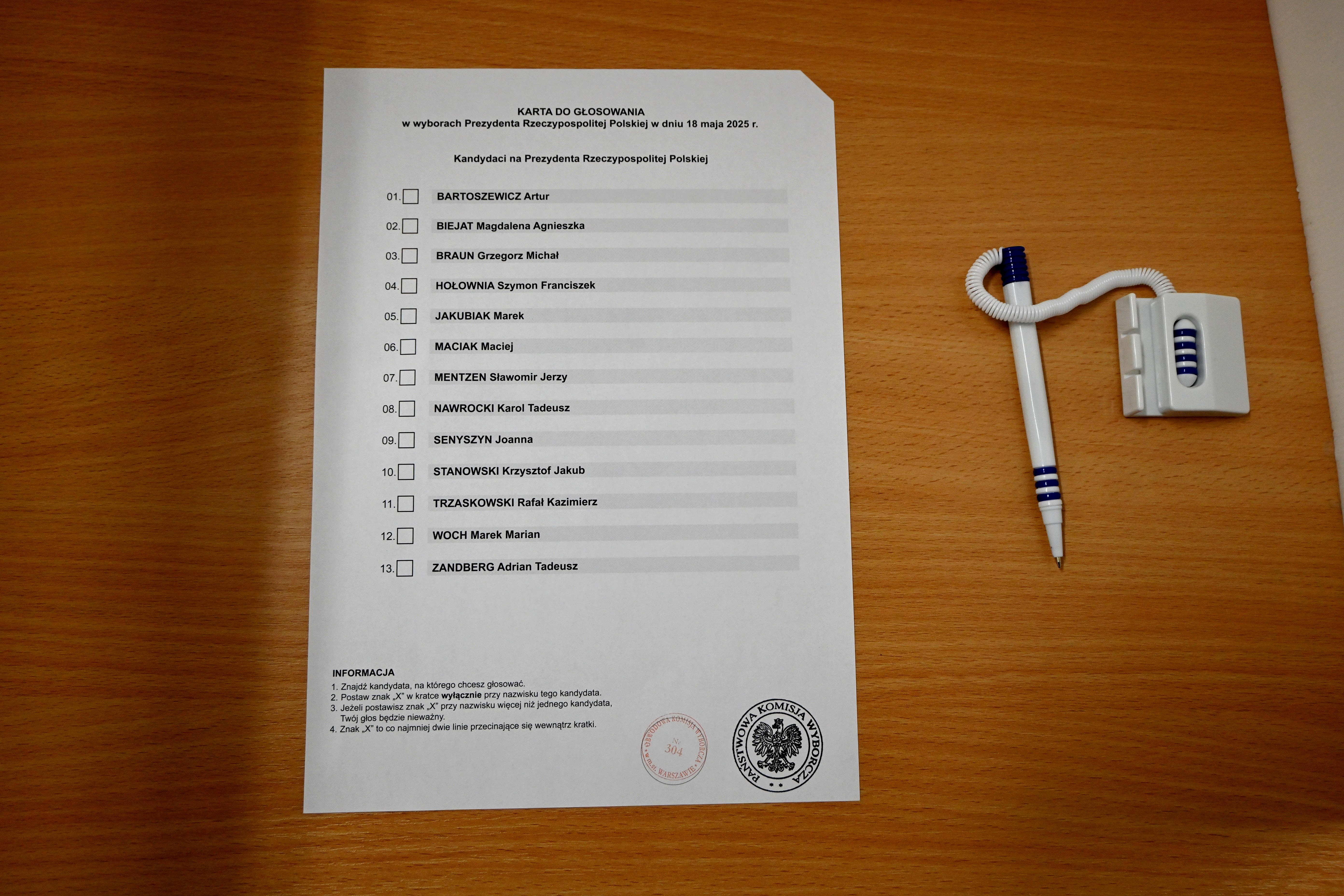
Karta do głosowania w wyborach Prezydenta Rzeczypospolitej Polskiej w dniu 18 maja 2025 r.

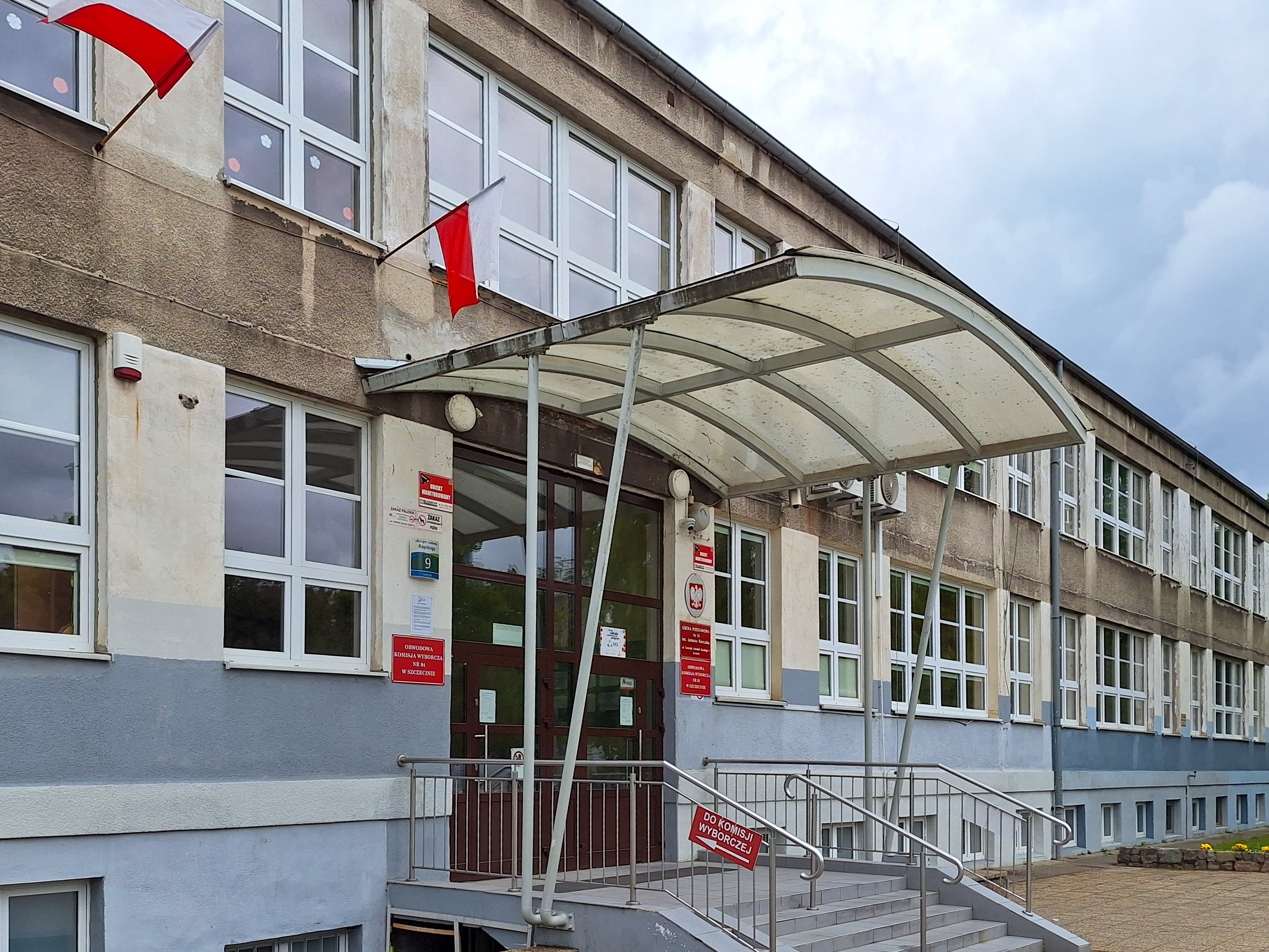
OKW nr 94 i 95 w Szczecinie

### Oficjalne wyniki
Obwieszczenie o wynikach I tury wyborów Państwowa Komisja Wyborcza sporządziła 19 maja 2025.
| Kandydat       | Kandydat                    | Głosy      | Procent |
| -------------- | --------------------------- | ---------- | ------- |
|                | Rafał Kazimierz Trzaskowski | 6 147 797  | 31,36%  |
|                | Karol Tadeusz Nawrocki      | 5 790 804  | 29,54%  |
|                | Sławomir Jerzy Mentzen      | 2 902 448  | 14,81%  |
|                | Grzegorz Michał Braun       | 1 242 917  | 6,34%   |
|                | Szymon Franciszek Hołownia  | 978 901    | 4,99%   |
|                | Adrian Tadeusz Zandberg     | 952 832    | 4,86%   |
|                | Magdalena Agnieszka Biejat  | 829 361    | 4,23%   |
|                | Krzysztof Jakub Stanowski   | 243 479    | 1,24%   |
|                | Joanna Senyszyn             | 214 198    | 1,09%   |
|                | Marek Jakubiak              | 150 698    | 0,77%   |
|                | Artur Bartoszewicz          | 95 640     | 0,49%   |
|                | Maciej Maciak               | 36 371     | 0,19%   |
|                | Marek Marian Woch           | 18 338     | 0,09%   |
| Głosy nieważne | Głosy nieważne              | 85 813     | 0,44%   |
| Razem          | Razem                       | 19 689 597 | 100%    |
| Frekwencja     | Frekwencja                  | Frekwencja | 67,31%  |

Wyniki głosowania
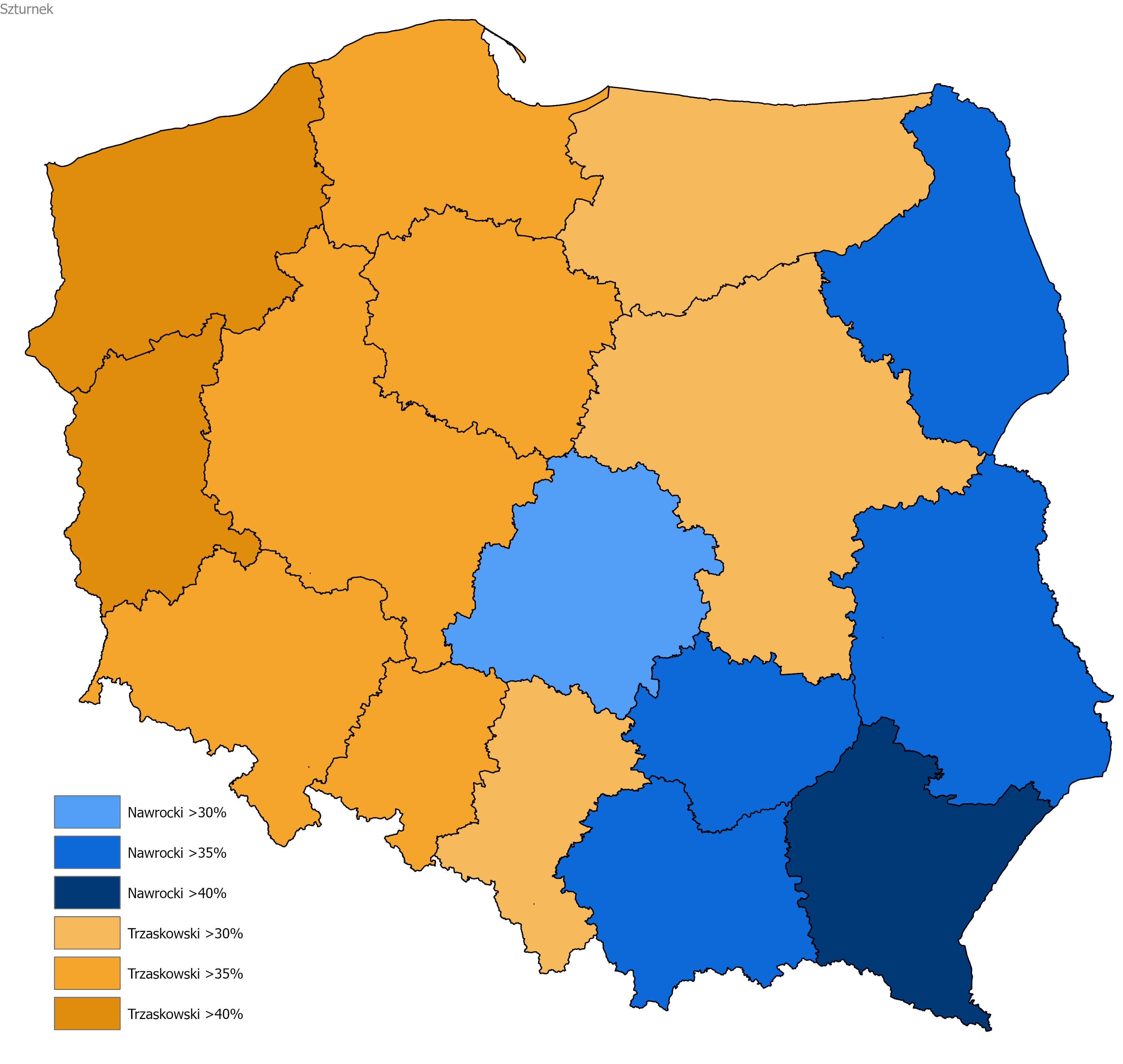
Mapa wyników wyborów w poszczególnych województwach
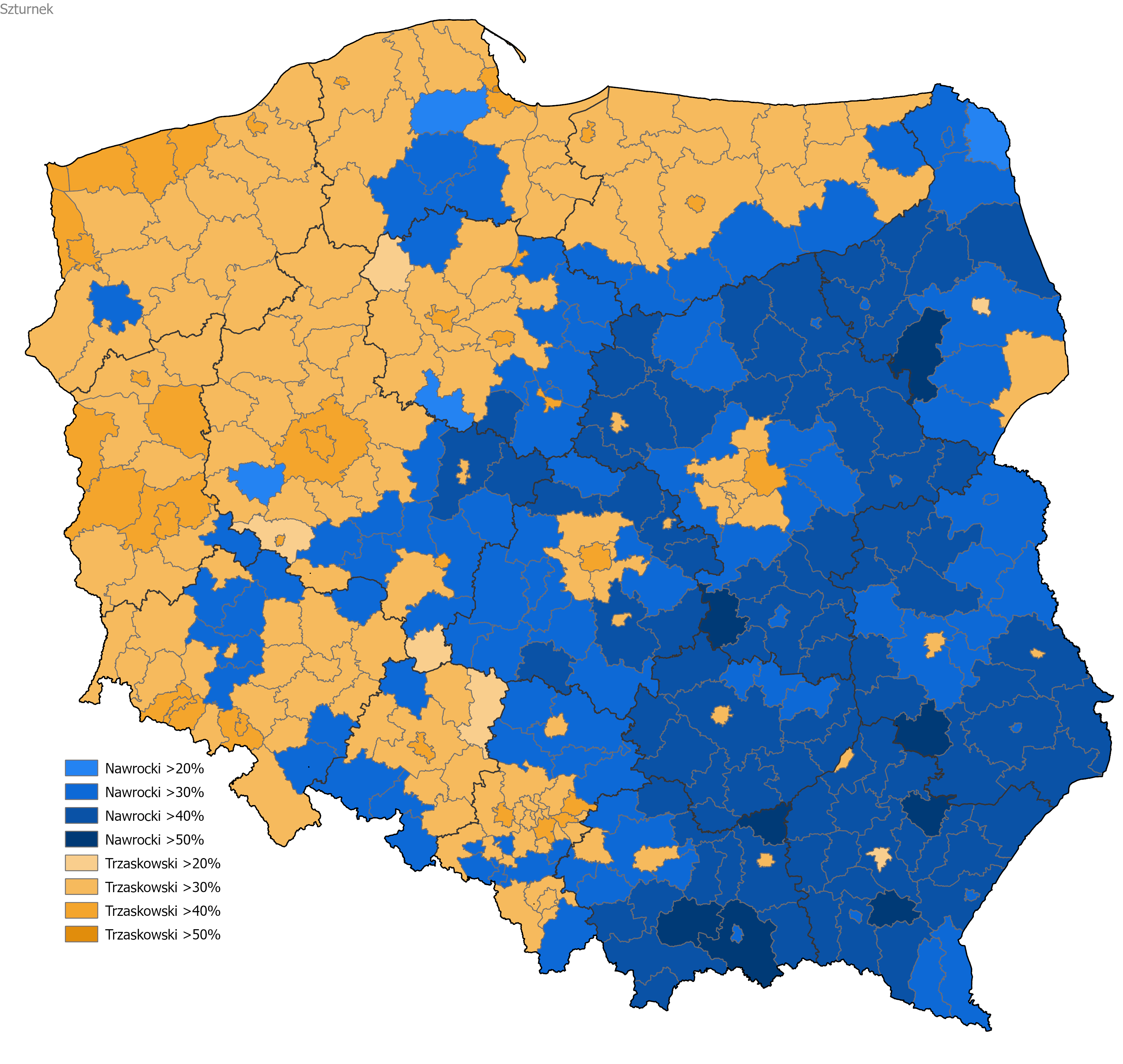
Mapa wyników wyborów w poszczególnych powiatach
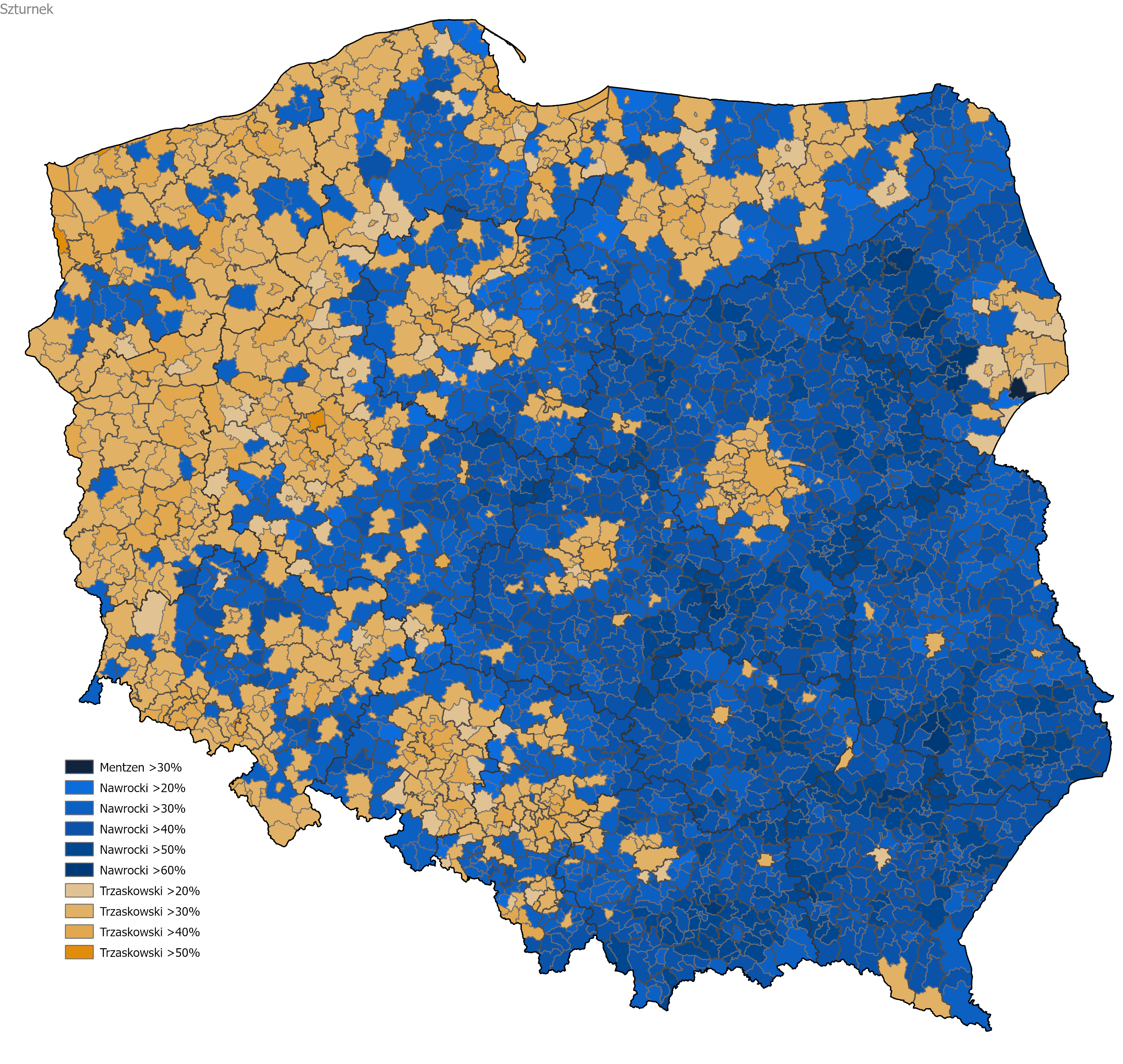
Mapa wyników wyborów w poszczególnych gminach
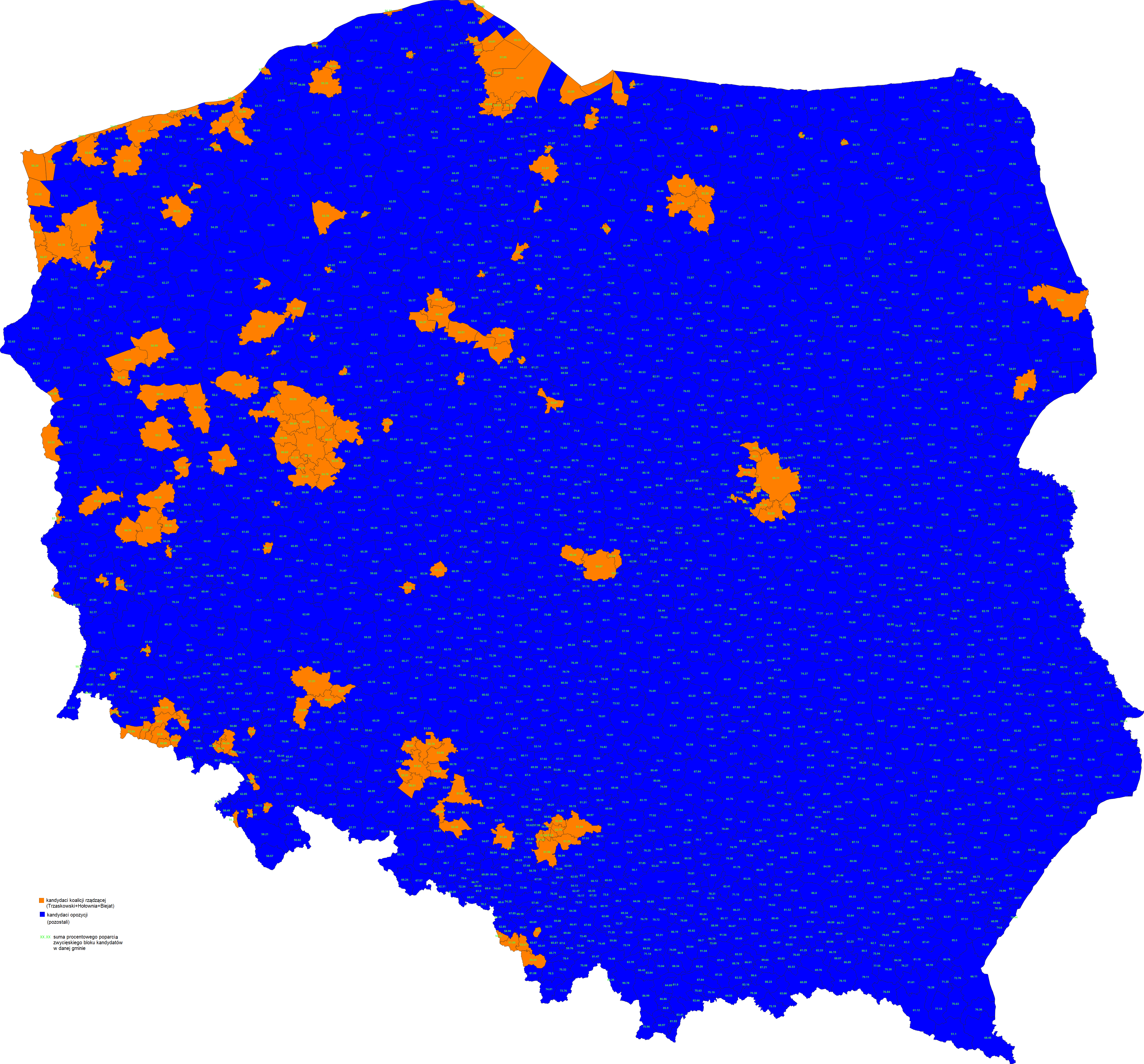
Suma poparcia kandydatów koalicji rządzącej i opozycji w poszczególnych gminach

Wyniki głosowania na poszczególnych kandydatów
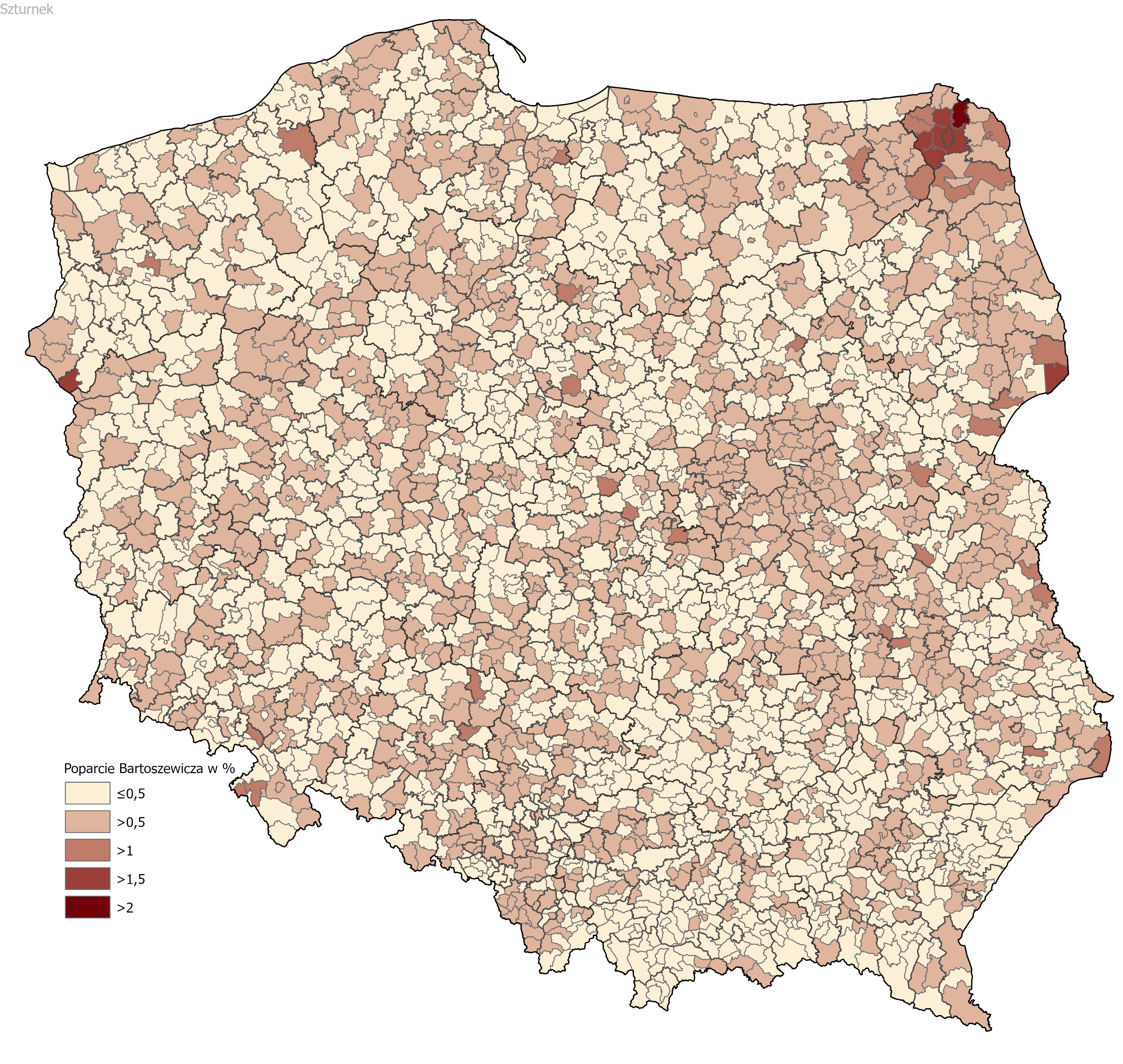
Wyniki Artura Bartoszewicza. Najwyższy wynik uzyskał w gminie Szypliszki (2,6%), natomiast w 4 gminach nie uzyskał ani jednego głosu.
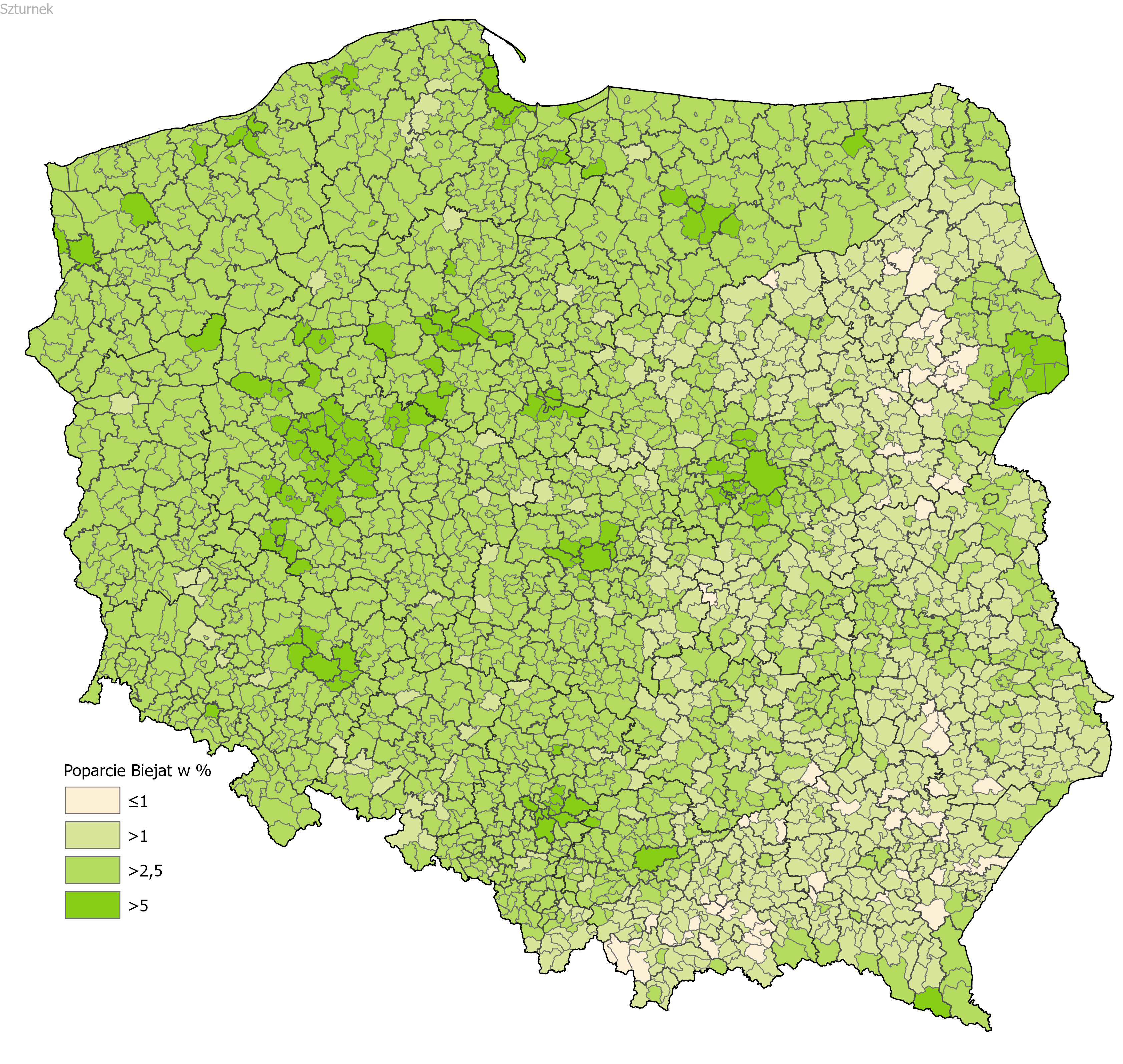
Wyniki Magdaleny Biejat. Najwyższy wynik uzyskała w Warszawie (7,46%), a najniższy w gminie Klukowo (0,37%).
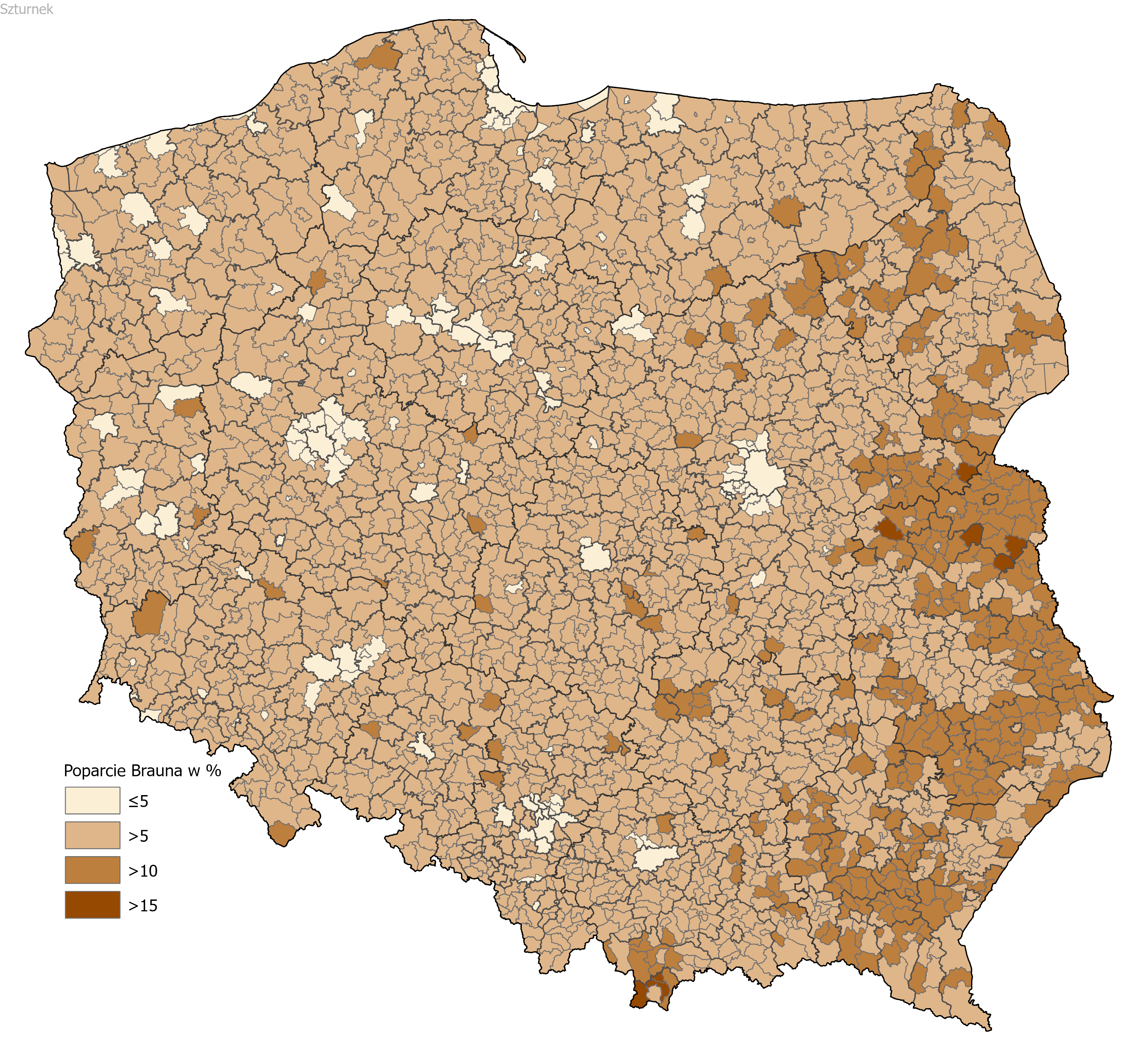
Wyniki Grzegorza Brauna. Najwyższy wynik uzyskał w gminie Podedwórze (20,16%), a najniższy w Krynicy Morskiej (3,17%).
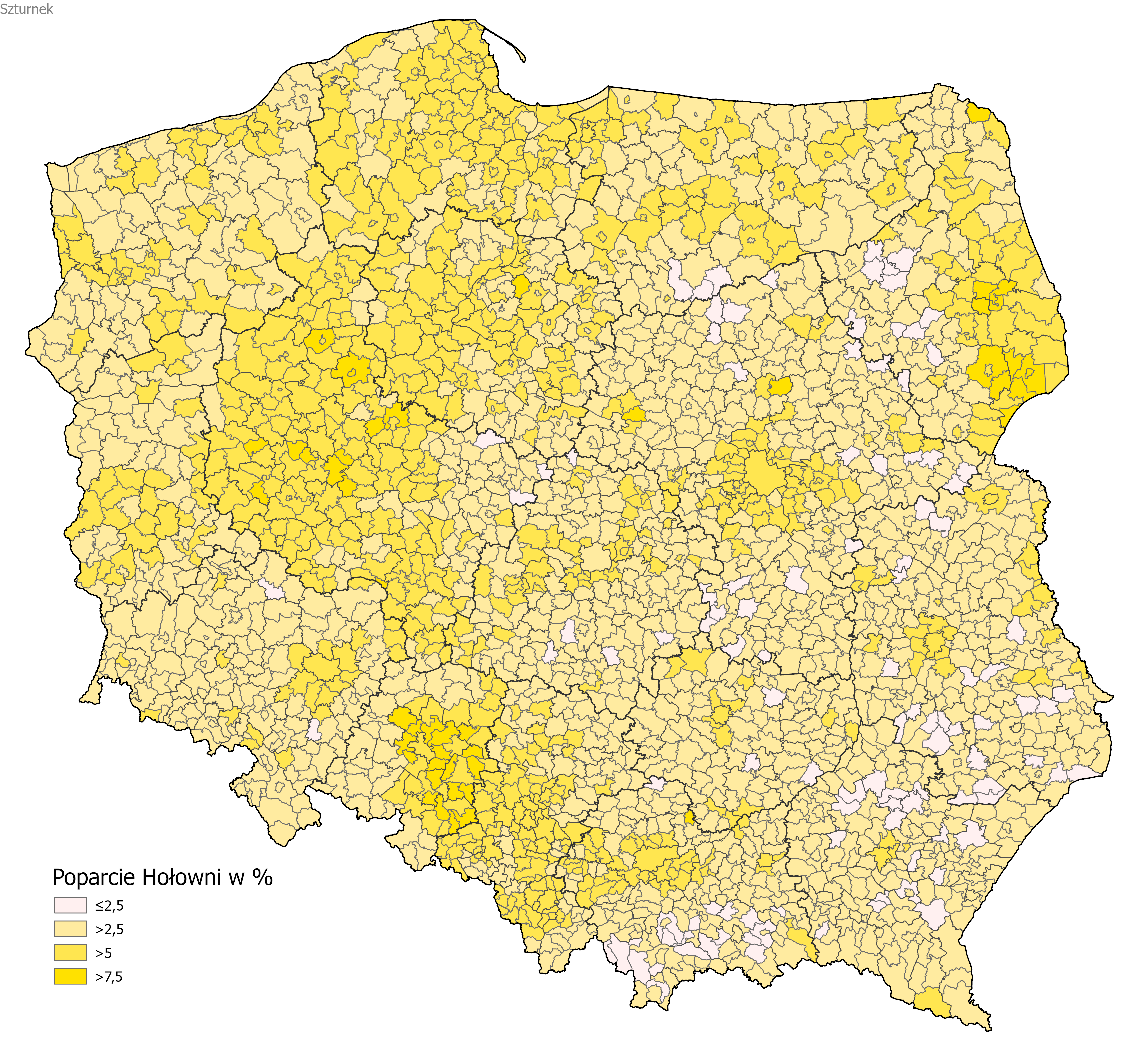
Wyniki Szymona Hołowni. Najwyższy wynik uzyskał w gminie Orla (10,91%), a najniższy w gminie Przytuły (1,15%).
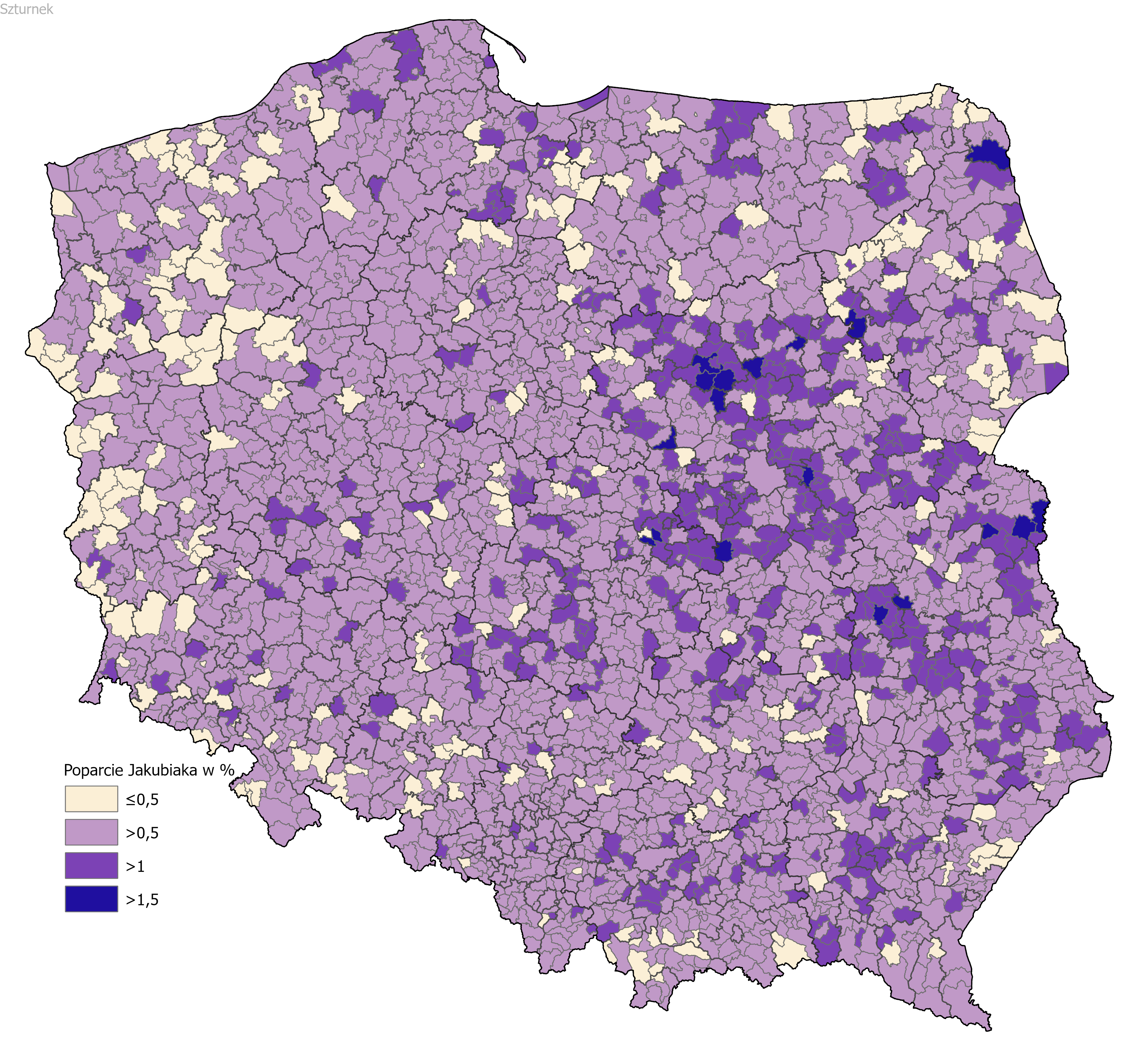
Wyniki Marka Jakubiaka. Najwyższy wynik uzyskał w gminie Tuczna (1,95%), a najniższy w gminie Kozielice, gdzie nie uzyskał ani jednego głosu.
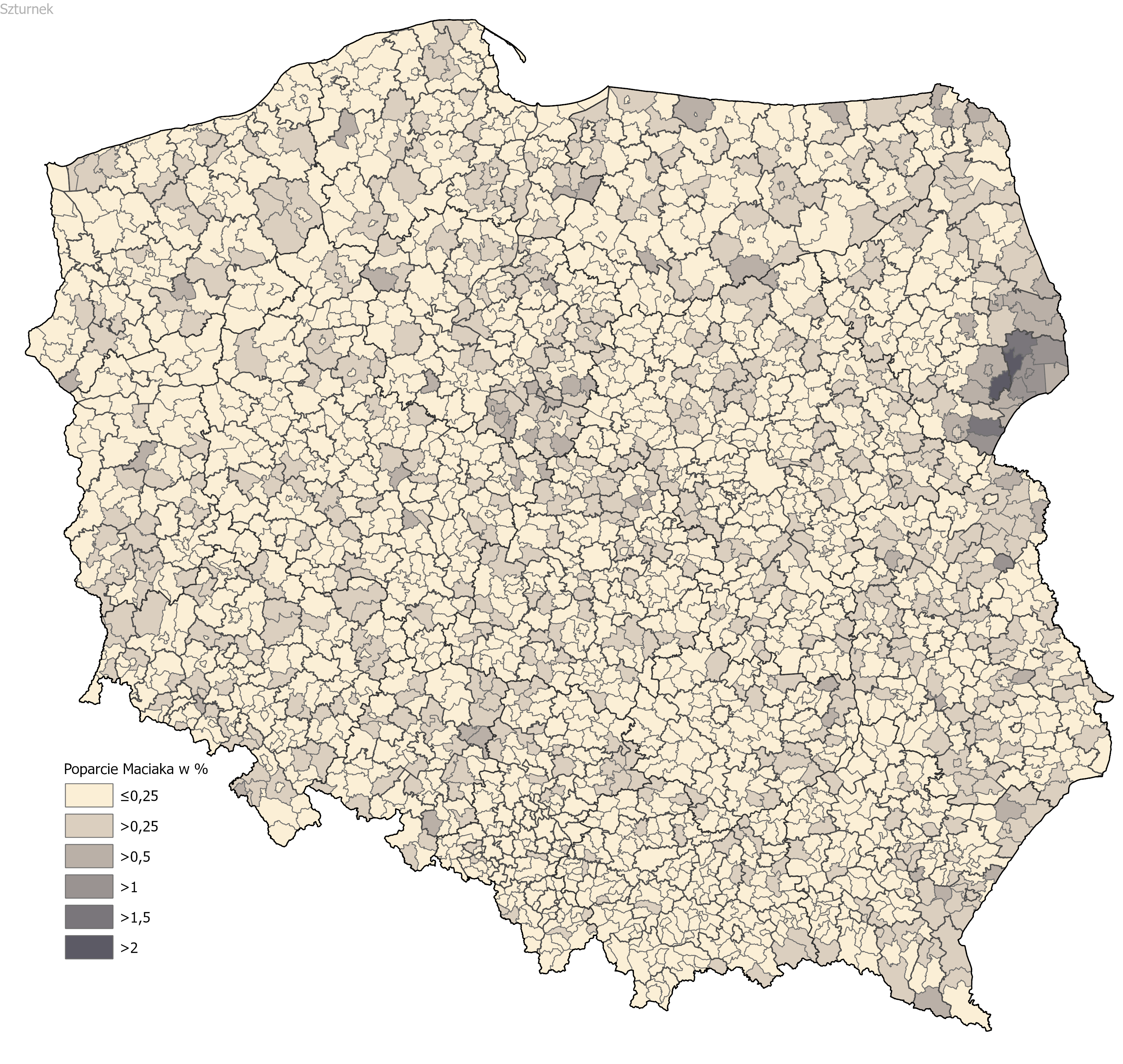
Wyniki Macieja Maciaka. Najwyższy wynik uzyskał w gminie Orla (2,51%), natomiast w 46 gminach nie uzyskał ani jednego głosu.
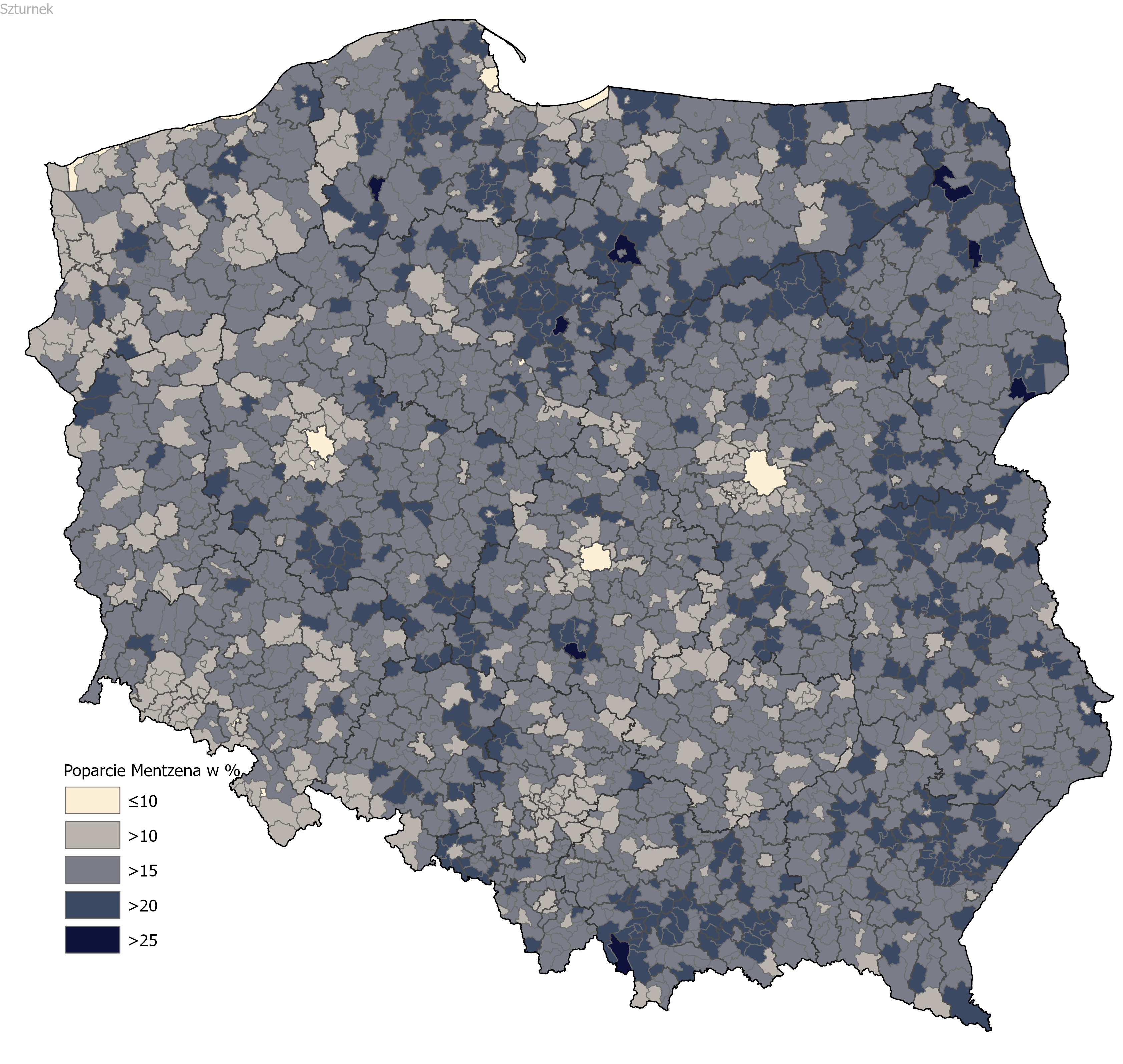
Wyniki Sławomira Mentzena. Najwyższy wynik uzyskał w gminie Dubicze Cerkiewne (32,86%), a najniższy w Sopocie (7,06%).
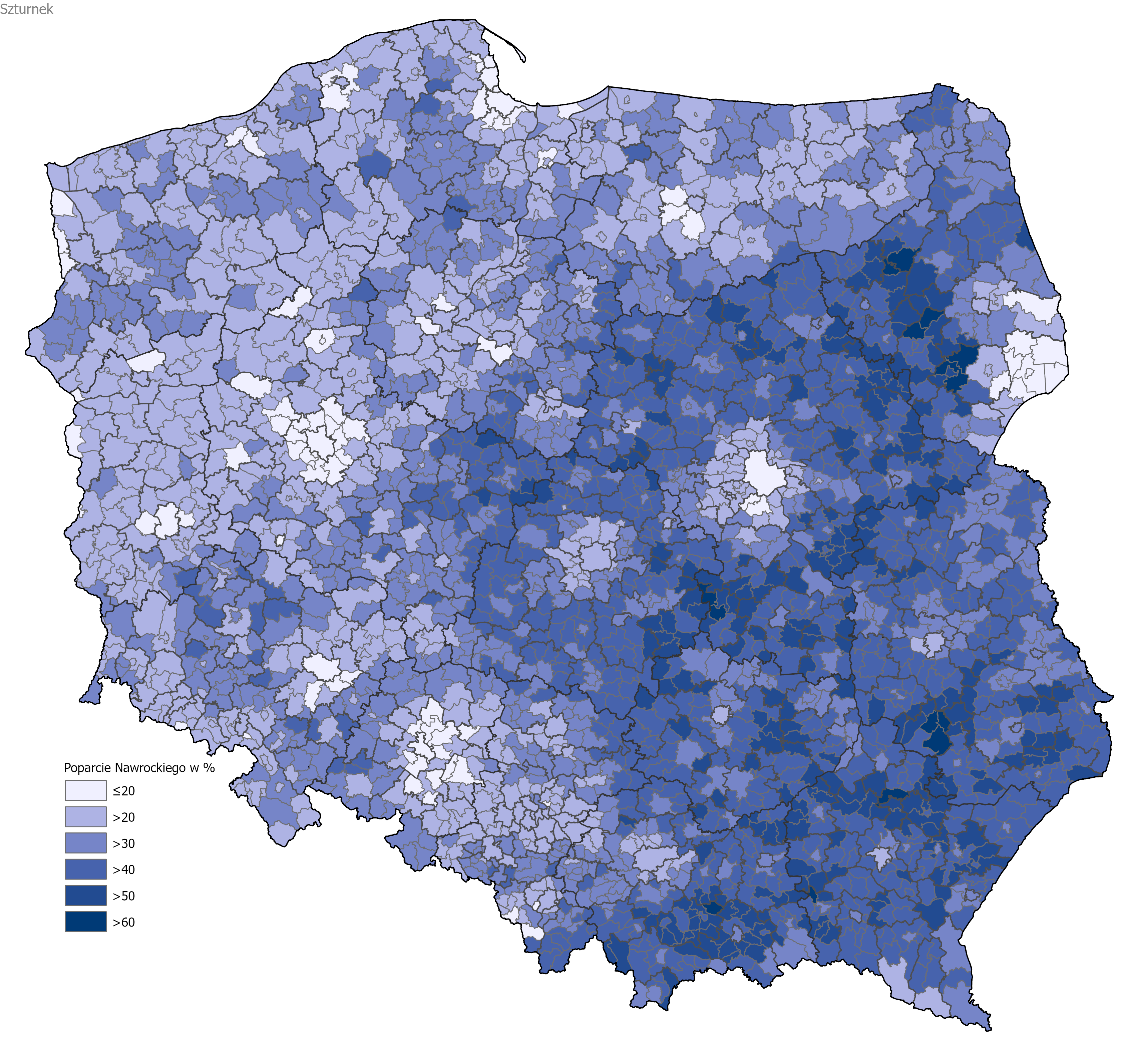
Wyniki Karola Nawrockiego. Najwyższy wynik uzyskał w gminie Chrzanów (64,95%), a najniższy w Wiśle (12,13%).
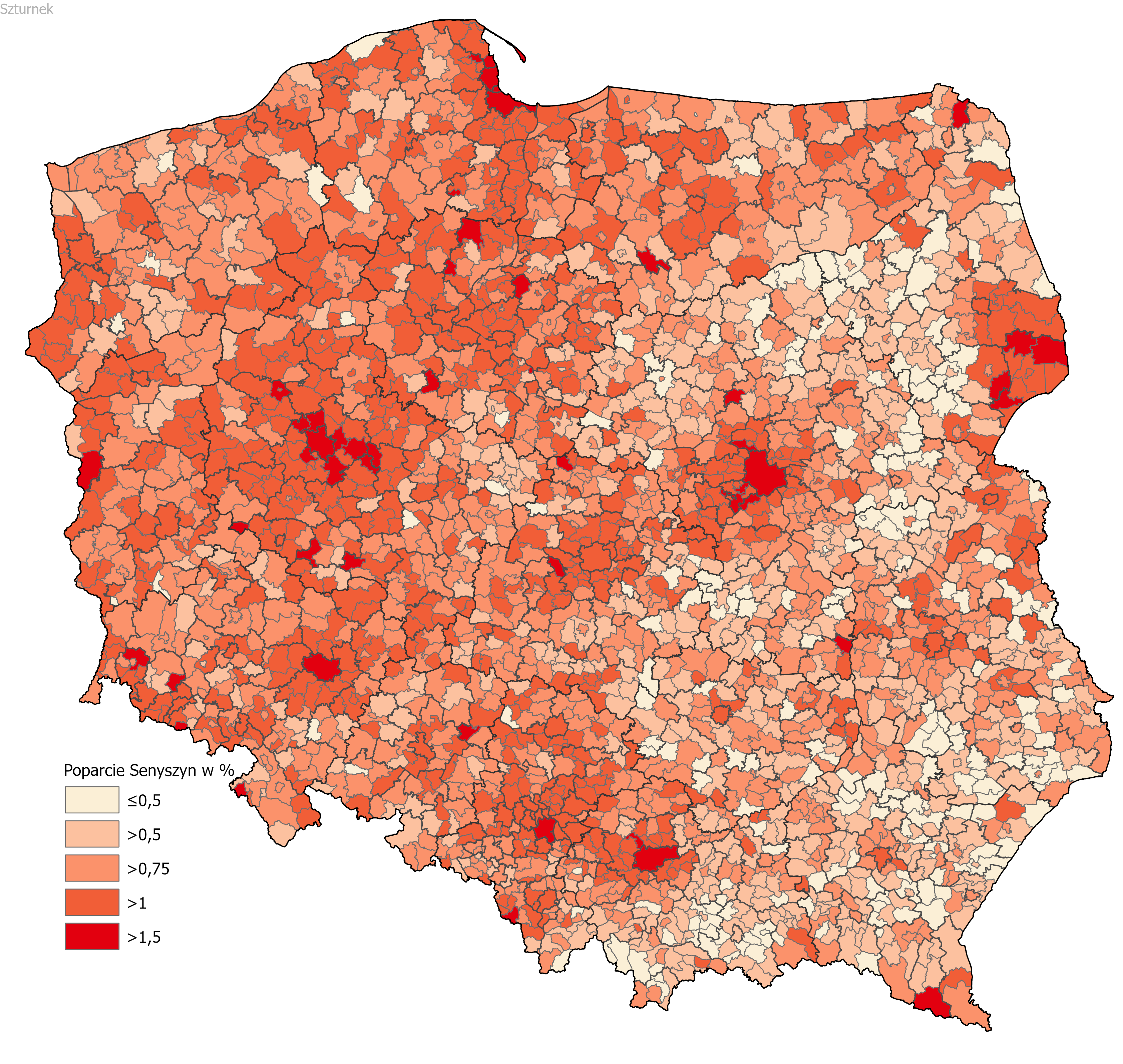
Wyniki Joanny Senyszyn. Najwyższy wynik uzyskała w gminie Lewin Kłodzki (1,95%), a najniższy w gminie Kołaki Kościelne, gdzie nie uzyskała ani jednego głosu.
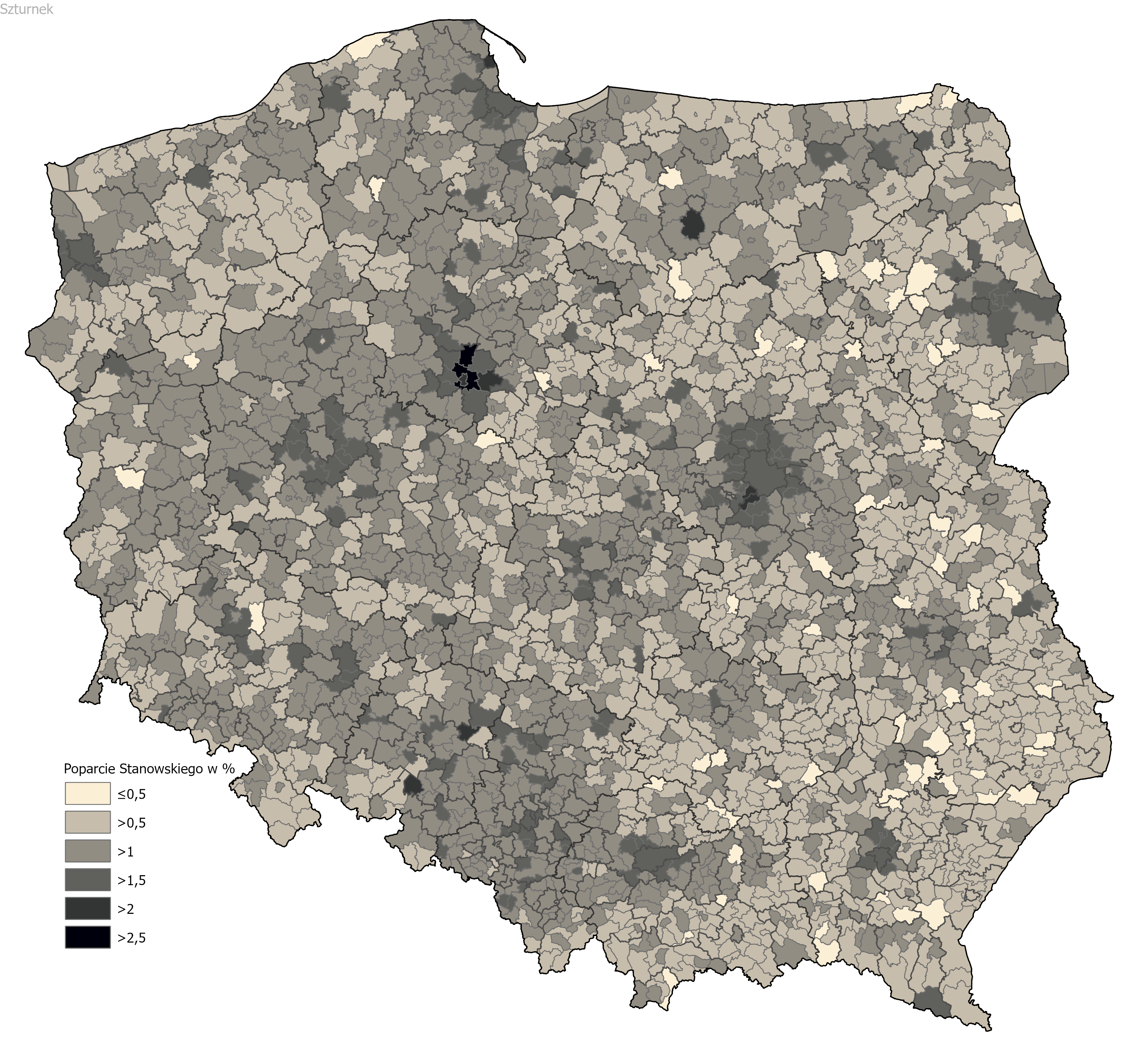
Wyniki Krzysztofa Stanowskiego. Najwyższy wynik uzyskał w gminie wiejskiej Inowrocław (3,45%), a najniższy w gminie Nowy Dwór (0,19%).
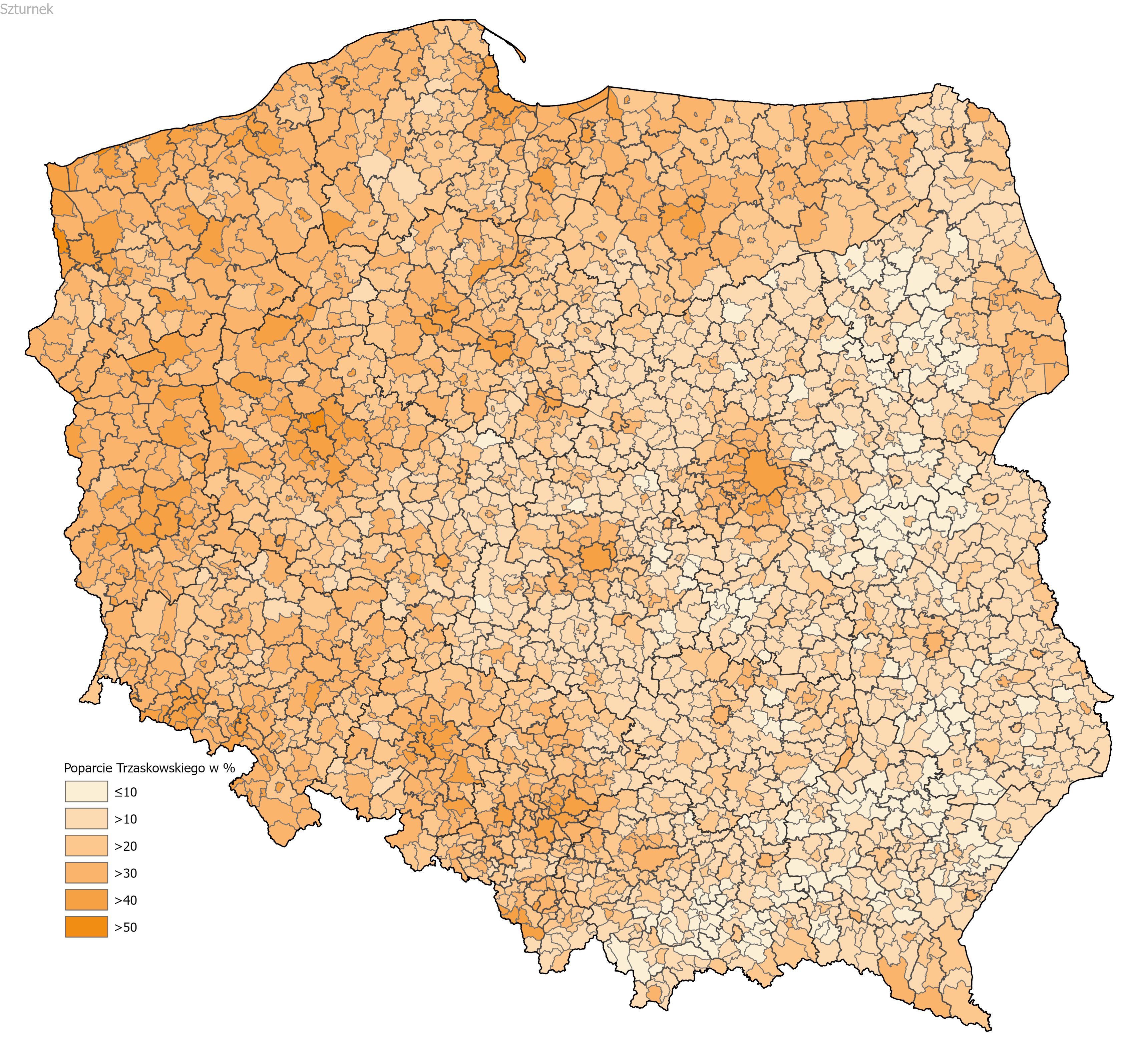
Wyniki Rafała Trzaskowskiego. Najwyższy wynik uzyskał w gminie Dziwnów (52,72%), a najniższy w gminie Godziszów (2,57%).
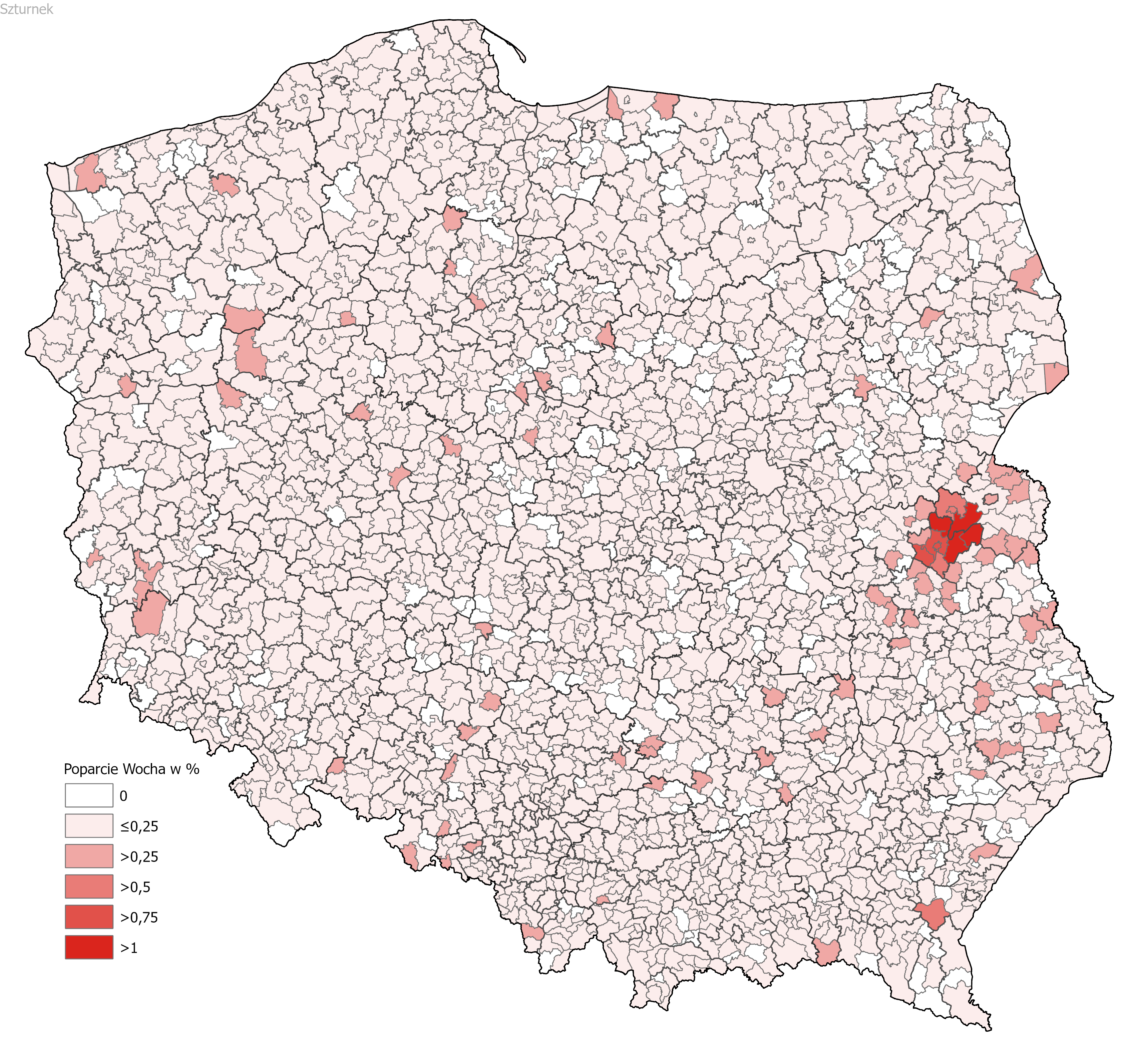
Wyniki Marka Wocha. Najwyższy wynik uzyskał w gminie Kąkolewnica (4,37%), a natomiast w 269 gminach nie uzyskał ani jednego głosu.
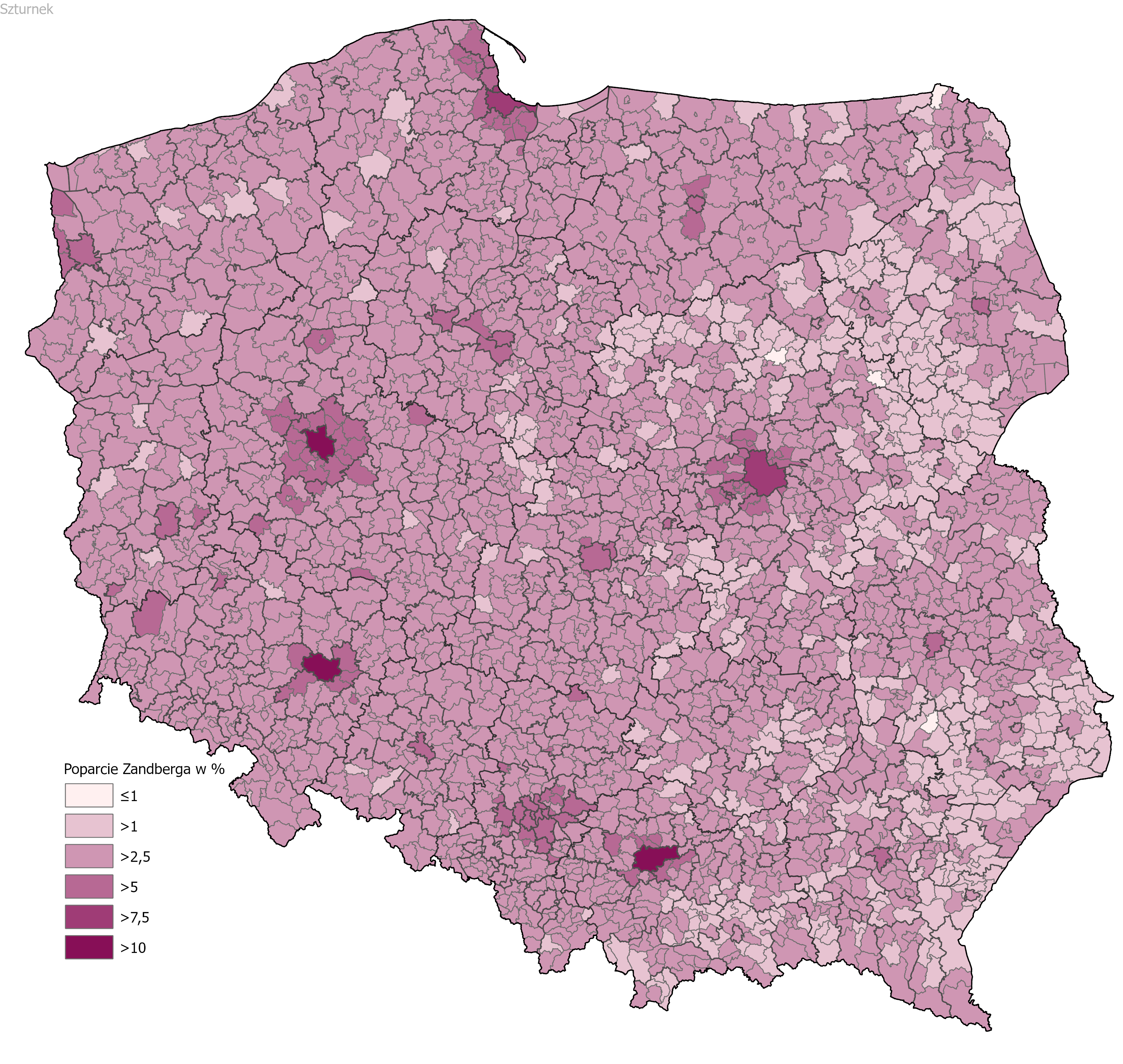
Wyniki Adriana Zandberga. Najwyższy wynik uzyskał w Poznaniu (10,84%), a najniższy w gminie Czerwonka (0,87%).

## Ponowne głosowanie (II tura)

### Kandydaci
Zgodnie z Kodeksem wyborczym, prawo kandydowania w ponownym głosowaniu uzyskują dwaj kandydaci z największą liczbą oddanych na nich głosów, jeśli żaden z nich nie przekroczył progu 50% głosów ważnych w pierwszym głosowaniu.
| Kandydaci: |                             |                                |                                                 | |                                                                     |
| Zdjęcie    | Imiona i nazwisko           | Data i miejsce urodzenia       | Przynależność partyjna                          | Partie udzielające poparcia | Kandydaci z pierwszej tury deklarujący poparcie                     |
|            | Karol Tadeusz Nawrocki      | 3 marca 1983 (42) Gdańsk       | bezpartyjny                                     | - Prawo i Sprawiedliwość - Zjednoczeni Ponad Podziałami - Samoobrona Rzeczpospolitej Polskiej - Kukiz15 - Federacja dla Rzeczypospolitej - Wolność i Dobrobyt - Zjednoczenie Chrześcijańskich Rodzin - Ruch Patriotyczny - Stronnictwo Ludowe „Ojcowizna” RP - Bezpartyjni Samorządowcy – Łączy nas Polska - Unia Polityki Realnej - Wolność i Równość - Prawica Rzeczypospolitej - Konfederacja Korony Polskiej | - Marek Jakubiak - Marek Woch - Grzegorz Braun - Artur Bartoszewicz |
|            | Rafał Kazimierz Trzaskowski | 17 stycznia 1972 (53) Warszawa | Platforma Obywatelska Rzeczypospolitej Polskiej | - Nowoczesna - Inicjatywa Polska - Zieloni - Stronnictwo Demokratyczne - Socjaldemokracja Polska - Unia Europejskich Demokratów - Polskie Stronnictwo Ludowe - Centrum dla Polski - Liga Polskich Rodzin - Nowa Lewica - Polska 2050 Szymona Hołowni - Unia Pracy - Nowa Demokracja – Tak | - Szymon Hołownia - Magdalena Biejat - Joanna Senyszyn              |

#### Poparcie zagraniczne

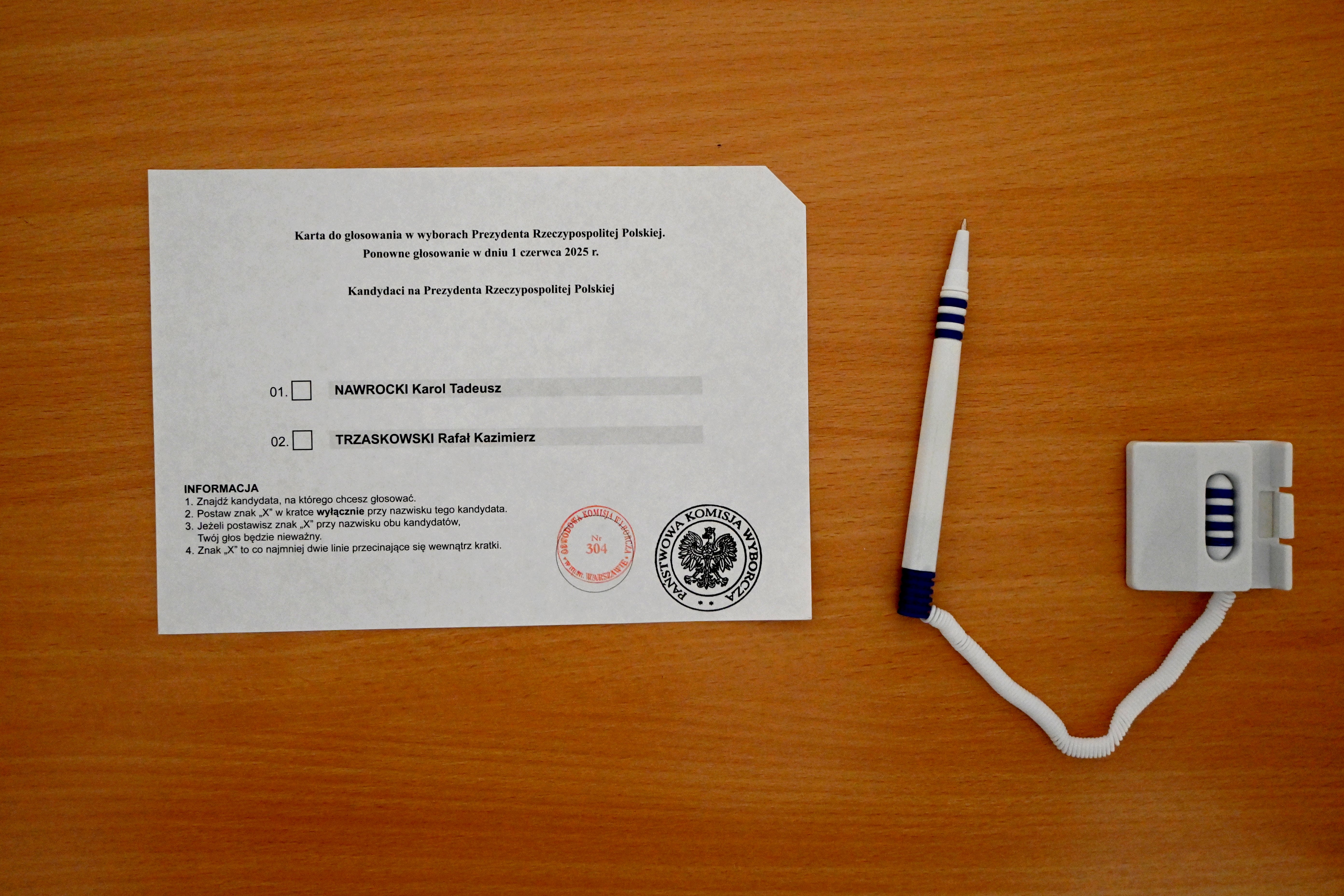
Karta do głosowania w wyborach Prezydenta Rzeczypospolitej Polskiej w dniu 1 czerwca 2025 r.

| Państwo | Osoba        | Funkcja   | Partia | Partia       | Poparcie | Poparcie          |
| ------- | ------------ | --------- | ------ | ------------ | -------- | ----------------- |
| Węgry   | Viktor Orban | Premier   |        | Fidesz       |          | Karol Nawrocki    |
| Rumunia | Nicușor Dan  | Prezydent |        | Bezpartyjny  |          | Rafał Trzaskowski |
| USA     | Donald Trump | Prezydent |        | Republikanie |          | Karol Nawrocki    |

### Oficjalne wyniki
Obwieszczenie o wynikach II tury wyborów Państwowa Komisja Wyborcza sporządziła 2 czerwca 2025.
| Kandydat       | Kandydat                    | Głosy      | Procent |
| -------------- | --------------------------- | ---------- | ------- |
|                | Karol Tadeusz Nawrocki      | 10 606 877 | 50,89%  |
|                | Rafał Kazimierz Trzaskowski | 10 237 286 | 49,11%  |
| Głosy nieważne | Głosy nieważne              | 189 294    | 0,90%   |
| Razem          | Razem                       | 21 033 457 | 100%    |
| Frekwencja     | Frekwencja                  | Frekwencja | 71,63%  |

W szeregu przypadków po ponownym przeliczeniu głosów w poszczególnych komisjach wyniki okazały się inne niż podane przez PKW.

Wyniki głosowania
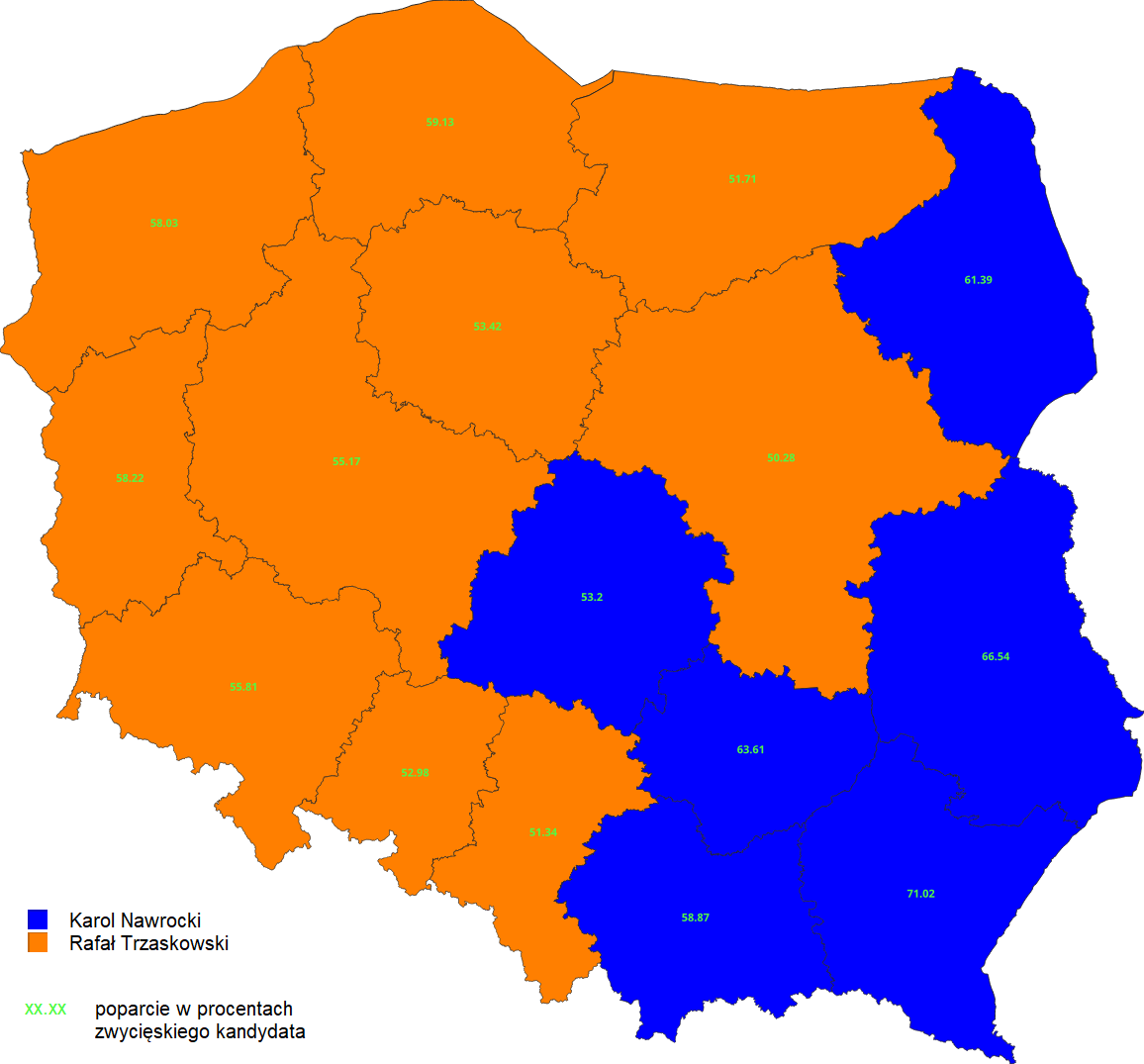
Mapa wyników wyborów w poszczególnych województwach
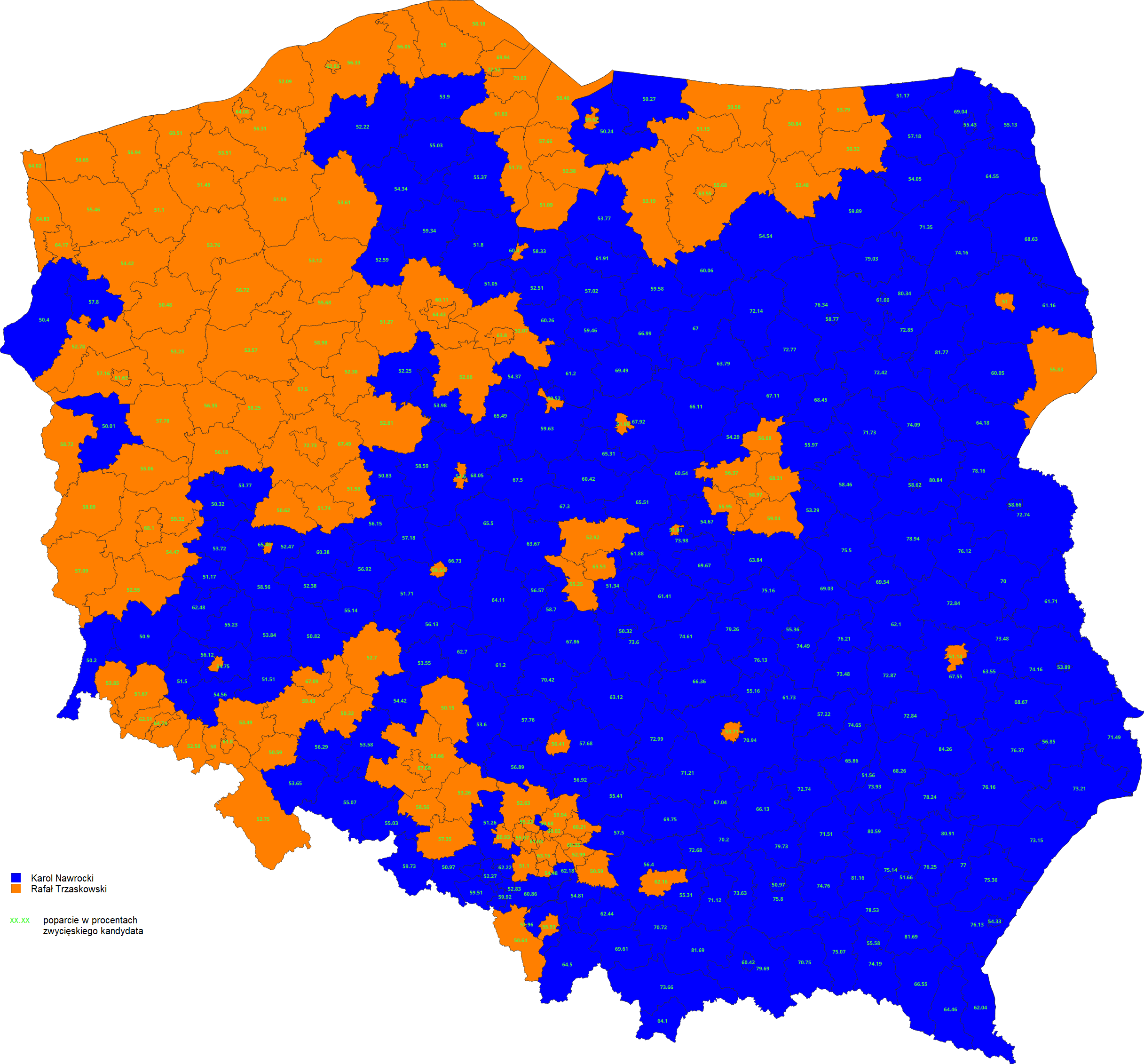
Mapa wyników wyborów w poszczególnych powiatach
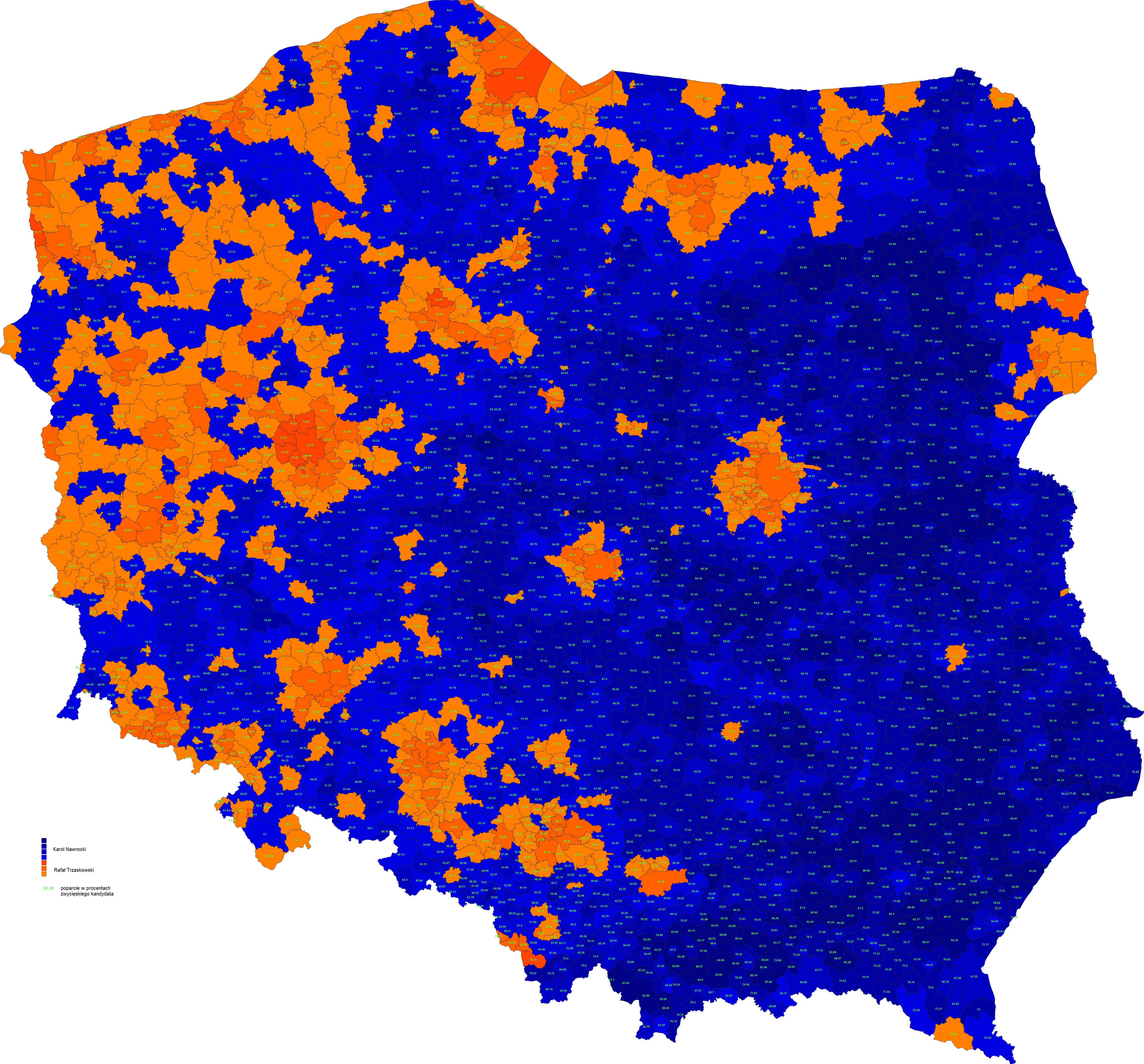
Mapa wyników wyborów w poszczególnych gminach

## Ważność wyborów
1 lipca 2025 Sąd Najwyższy w składzie Izby Kontroli Nadzwyczajnej i Spraw Publicznych na podstawie sprawozdania z wyborów przedstawionego przez Państwową Komisję Wyborczą (które przyjęto z uwagami) oraz po rozpoznaniu części protestów podjął uchwałę o ważności wyboru prezydenta dokonanego 1 czerwca 2025.
Rada Ławnicza SN stwierdziła, że IKNiSP nie jest sądem w rozumieniu Konstytucji RP i wszystkie jej orzeczenia są wadliwe.

## Zaprzysiężenie prezydenta
7 lipca 2025 marszałek Sejmu Szymon Hołownia wydał postanowienie w sprawie zwołania Zgromadzenia Narodowego w celu złożenia przysięgi przez nowo wybranego Prezydenta Rzeczypospolitej Polskiej. Zgromadzenie to odbyło się 6 sierpnia 2025 o godz. 10:00 w sali plenarnej Sejmu.